# Národní technické muzeum
Národní technické muzeum (NTM) je největší česká instituce specializovaná na muzejní sbírky technického charakteru. Muzeum bylo založeno 5. července 1908 jako Technické muzeum Království českého. V současnosti představuje své sbírky ve 21 expozicích a v množství krátkodobých výstav v hlavní budově na Letné, v pobočce Centrum stavitelského dědictví v Plasích a v Železničním depozitáři v Chomutově.

## Historie

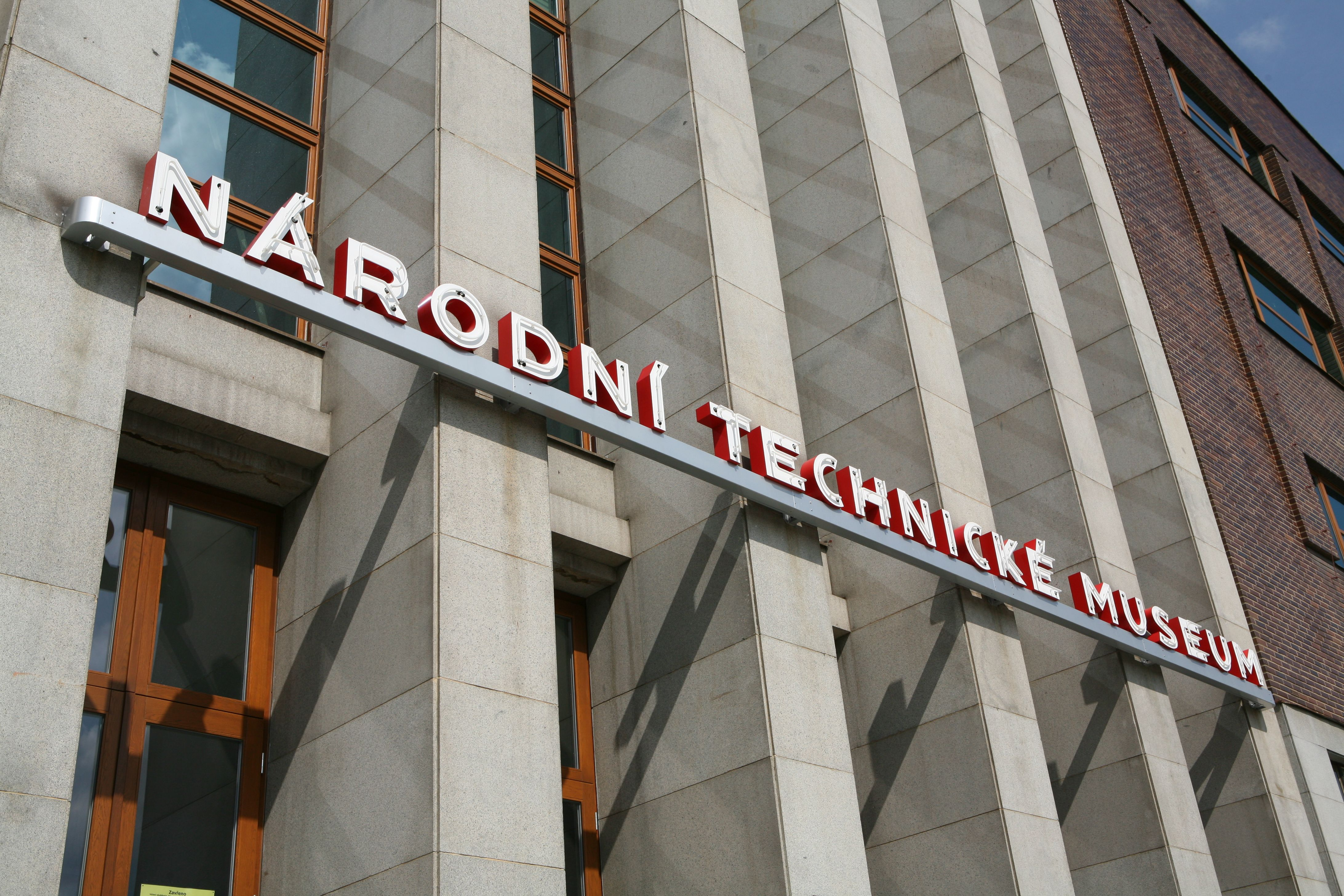
Nápis nad vstupem do budovy Národního technického muzea

Počátky sbírání technických památek na území Čech jsou spojeny s Jednotou pro povzbuzení průmyslu v Čechách, která v roce 1834 založila technický kabinet, ve kterém shromažďovala ukázky strojů a průmyslových výrobků. Zakladatelem českého moderního technického muzejnictví se stal Vojtěch Náprstek, který budoval sbírku světových průmyslových a technických novinek od roku 1862 a v roce 1887 zpřístupnil sbírky Českého průmyslového muzea v nové části domu U Halánků. Úspěchy výstavních podniků v 19. století a na počátku 20. století, úsilí o zachování dokladů o rozvoji českého průmyslu a řemesla i snahy o založení Technického muzea ve Vídni podpořily vznik Technického muzea pro Království české v Praze. Muzeum bylo založeno 5. července 1908, v roce 1910 byl ustanoven spolek muzea a 28. září 1910 otevřelo muzeum první expozice ve Schwarzenberském paláci na Hradčanském náměstí.
Mezi světovými válkami se sbírky tehdy již Technického muzea československého dále rozrůstaly, proto hlavním cílem muzea v tomto období bylo postavení vlastní budovy. V roce 1935 zvítězil ve veřejné soutěži na návrh budov pro technické a zemědělské muzeum pro parcely na Letné architekt Milan Babuška. Stavba budovy technického muzea probíhala v letech 1938 až 1941. Její osud stejně jako osud muzea však poznamenala válka, hned po dokončení stavby byla budova zabrána okupační správou pro protektorátní ministerstvo pošt.
První expozice a výstavy po skončení války byly v budově na Letné otevřeny až v roce 1948, zpřístupněna byla dopravní hala muzea, budovu však muzeum mohlo využívat jen z jedné třetiny. V roce 1951 se technické muzeum na základě vládního usnesení stalo muzeem státním a přijalo nový název Národní technické muzeum. Nová instituce jako vědecký a vzdělávací ústav získala nové finanční možnosti a byla personálně posílena. Vznikaly nové stálé výstavy, velký význam byl v rámci dobových priorit kladen na výstavbu důlních expozic v suterénu budovy v letech 1951 až 1953. V 60. letech se NTM dále rozvíjí a navazuje kontakty v zahraničí, v 70. letech proběhla výstavba depozitářů v Čelákovicích a i v nepříznivé době normalizace pokračoval bohatý výstavní program.
Důležitým úkolem pro NTM po roce 1989 bylo získání celé budovy na Letné pro muzejní účely. V roce 1990 vláda rozhodla o uvolnění budovy pro muzeum, ale až v roce 1999 opustil budovu poslední nájemník. Připravovanou opravu budovy zbrzdila povodeň v roce 2002, která zasáhla depozitáře muzea v Invalidovně v Karlíně. V roce 2003 byla zahájena stavební rekonstrukce budovy na základě projektu ateliéru AR 18 Němec Žilka a muzeum bylo uzavřeno pro veřejnost. Dne 15. února 2011 bylo slavnostně otevřeno prvních pět expozic, v  říjnu 2013 bylo Národní technické muzeum po 75 letech dokončeno a plně zařízeno.

## Současnost

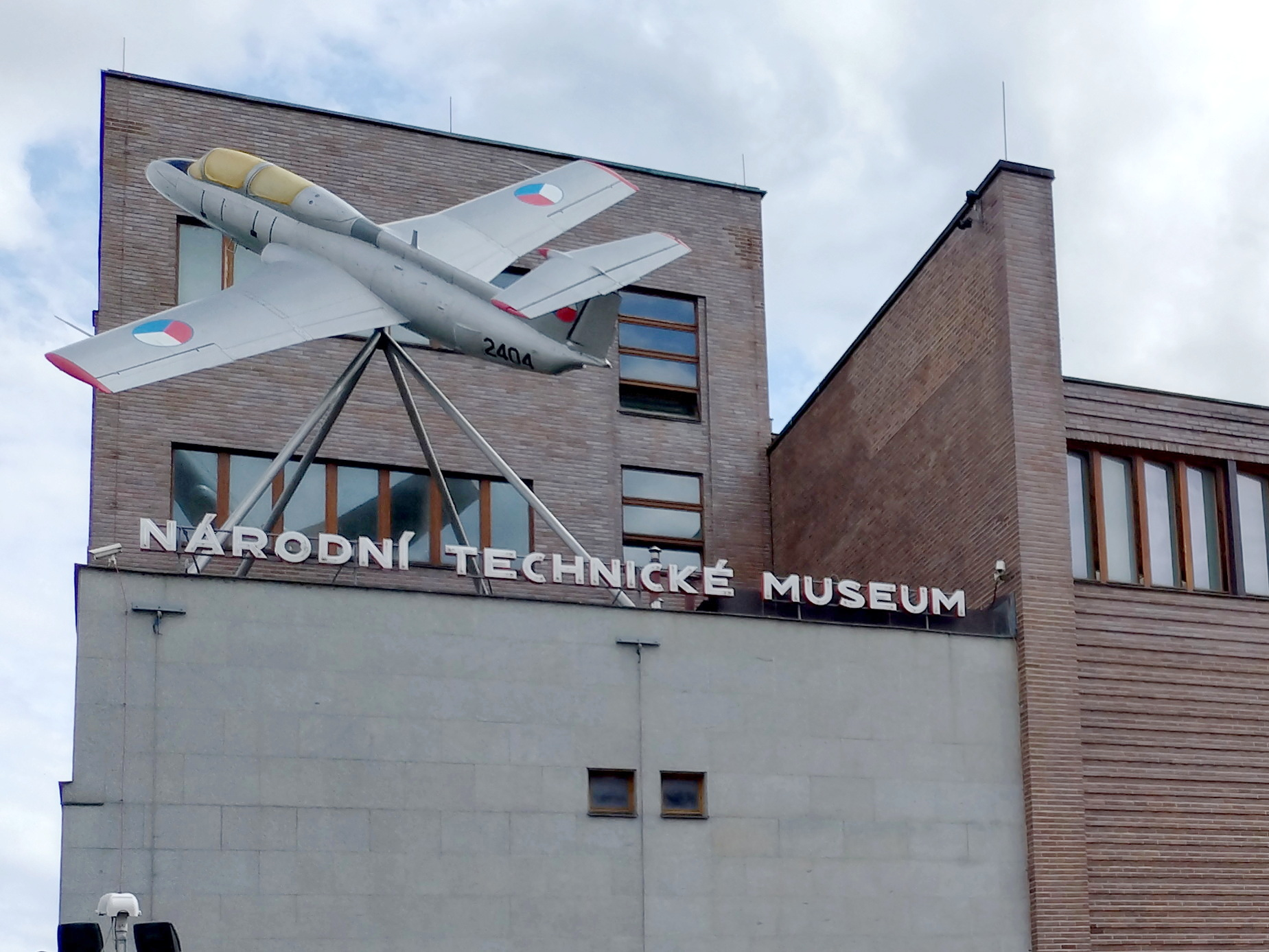
Letoun Aero L-29 Delfín na budově NTM (instalován byl roku 2018)

V současnosti Národní technické muzeum, které je příspěvkovou organizací Ministerstva kultury ČR a plní funkci národní muzejní instituce, spravuje 76 000 sbírkových předmětů, které dokumentují vývoj vědy a techniky v Českých zemích a jsou uchovávány v několika depozitářích. Sbírky jsou základem pro výstavní i vědeckou činnost muzea, v budově na Letné je otevřena specializovaná knihovna a archivní badatelna pro odborné zájemce. Hojnou prezentační činnost muzea doprovází množství doprovodných programů, edukační aktivity jsou připraveny především pro žáky základních a středních škol. Návštěvnost muzea je vysoká, v roce 2018 činila 383 000 osob.
V roce 2015 otevřeno NTM první pobočku mimo Prahu – Centrum stavitelského dědictví v Plasích s rozsáhlou expozicí stavitelství a prostory pro pořádání řemeslných workshopů a setkávání odborné veřejnosti. Návštěvníkům je na letní sezónu zpřístupněn Železniční depozitář v Chomutově, kde je k vidění největší státní sbírka kolejových vozidel v Česku. Pro moderní prezentaci železniční a elektrotechnické sbírky Národní technické muzeum připravuje ve svém areálu na Masarykově nádraží v Praze Muzeum železnice a elektrotechniky, které by mělo být otevřeno v roce 2028.
Generálním ředitelem byl od 1. června 2007 do 19. srpna 2010 Mgr. Horymír Kubíček, kterého odvolal ministr kultury Jiří Besser (TOP 09) Novým ředitelem, vyšlým z výběrového řízení MK ČR, je Mgr. Karel Ksandr.
Expozice Národního technického muzea:
- Architektura, stavitelství a design
- Astronomie
- Doprava
- Fotografický ateliér
- Hornictví
- Hutnictví
- Chemie kolem nás
- Interkamera
- Měření času
- Technika v domácnosti
- Televizní studio
- Tiskařství
- Uhelný a rudný důl
- Expozice stavitelství – CSD Plasy
- Železniční depozitář Chomutov
- NTM spolupracuje na množství expozic mimo instituci

## Exponáty
Za dobu delší než sto let byly vybudovány rozsáhlé sbírky dokumentující vývoj mnoha technických oborů, přírodních a exaktních věd a průmyslu na území dnešní České republiky. V expozicích muzea je vystaveno kolem 6000 předmětů, tedy necelých deset procent z jeho sbírkového fondu. Další předměty představuje muzeum ve svých krátkodobých výstavních projektech. Mezi vystavenými exponáty nalezne návštěvník mnoho významných předmětů, mezi nimi také devět předmětů zapsaných na seznam národních kulturních památek. 
Mezi unikátní exponáty patří nejstarší automobil vyrobený v Česku NW Präsident, vůz prezidenta T. G. Masaryka Tatra 80, slavná Tatra 87 cestovatelů Hanzelky a Zikmunda, parní lokomotiva Kladno z roku 1855, lokomotiva 387.007, salonní vůz císaře Františka Josefa, letoun Kašpar JK systém Blériot, nebo tři celosvětově unikátní vojenské letouny z doby I. světové války: ruský Anatra Anasalj, americký LWF Tractor a rakouský Knoller C.II, z astronomické sbírky sextant Josta Bürgiho, sextant Erasma Habermela a astronomické hodiny Engelberta Seigeho, mezi předměty ze sbírky technika v domácnosti jsou exponáty z vlastnictví Vojty Náprstka, další unikáty naleznou návštěvníci v expozicích fotografie, měření času, architektury či tiskařství.

## Knihovna Národního technického muzea
Knihovna NTM je veřejně přístupnou specializovanou knihovnou s odborným fondem zaměřeným na dějiny vědy, techniky a průmyslu nejen v rámci České republiky, ale i v evropském a celosvětovém kontextu. Knihovna vznikla společně se založením muzea v roce 1908 a později byla obohacena velmi cennými fondy dvou významných knihoven – knihovny Jednoty ku povzbuzení průmyslu v Čechách (Průmyslové jednoty), která tvoří převážnou část historického fondu knihovny NTM, a knihovny Spolku architektů a inženýrů (SIA). V současnosti knihovní fond čítá okolo 200 000 svazků a je každoročně doplňován o odbornou literaturou nejen české, ale i zahraniční provenience. Knihovna NTM poskytuje pouze prezenční výpůjčky ve své studovně.

## Archiv a Archiv stavitelství a architektury
Archiv NTM je veřejně přístupným archivem dokumentů k dějinám techniky, vědy, průmyslu, řemesel, podnikání a obchodu na území České republiky se zřetelem k vývoji evropskému a světovému.
Archiv architektury a stavitelství NTM obsahuje přes 200 souborů dokumentujících vývoj (nejen) české architektury 19. a 20. století. Kromě pozůstalostí významných českých architektů (J. Schulz, J. Zítek., J. Kotěra, J. Gočár, P. Janák) nebo stavitelů (B. Hlava, Vojtěch Lanna mladší) zahrnuje rovněž několik tematických sbírek k dějinám architektury a stavitelství (sbírky Národní divadlo, Strakova akademie, Rudolfinum aj). Archiv nabízí ke studiu materiálově rozmanité archivní soubory: výkresy, skici, náčrtníky, plány, fotografie, osobní dokumenty aj.

## Muzeum na poštovních známkách
- Ke 100. výročí založení Národního technického muzea byla 16. dubna 2008 vydána emise trojice známek s motivy technických unikátů z muzejních sbírek. Na známku s nominální hodnotou 10 Kč je vyobrazen astronomický teodolit firmy Reichenbach, na 14korunové známce sportovní automobil JAWA 750 červené barvy a na známce hodnoty 18 korun zas benzinový spalovací motor systému Siegfrieda Marcuse. Autorem všech známek je Bedřich Housa.[8]
- 100. výročí Národního technického muzea inspirovalo dále motiv na poštovní známce vydané 19. září 2018 s nominální hodnotou 27 Kč.[9]

## Galerie

### Exponáty

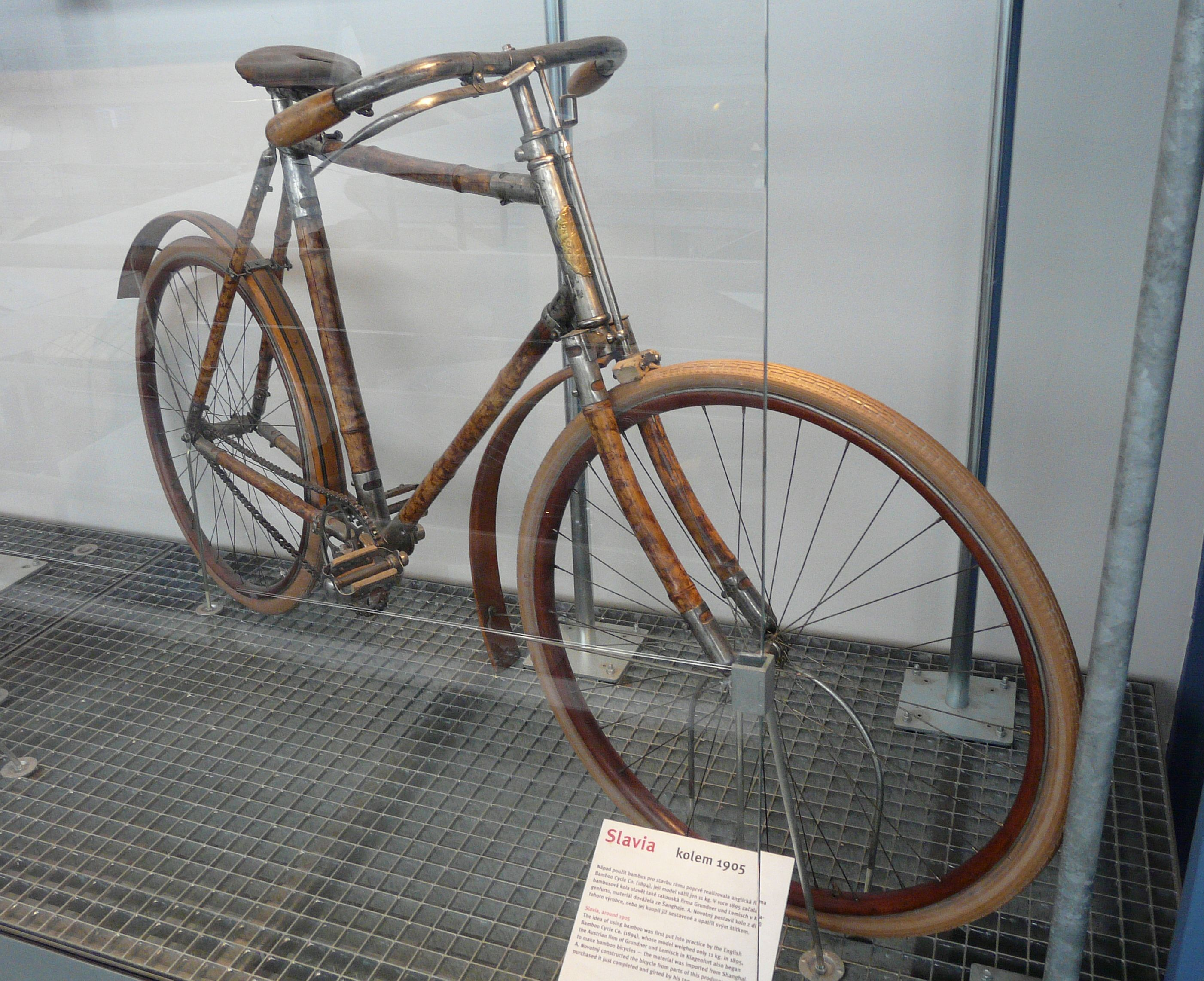
Bambusové kolo Slavia (1905)
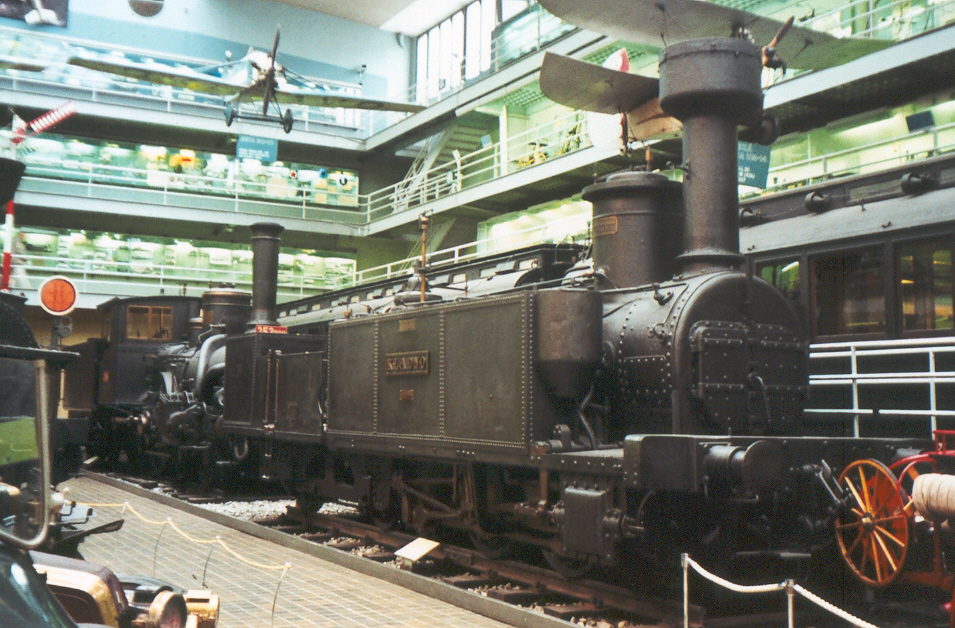
Lokomotiva kladno
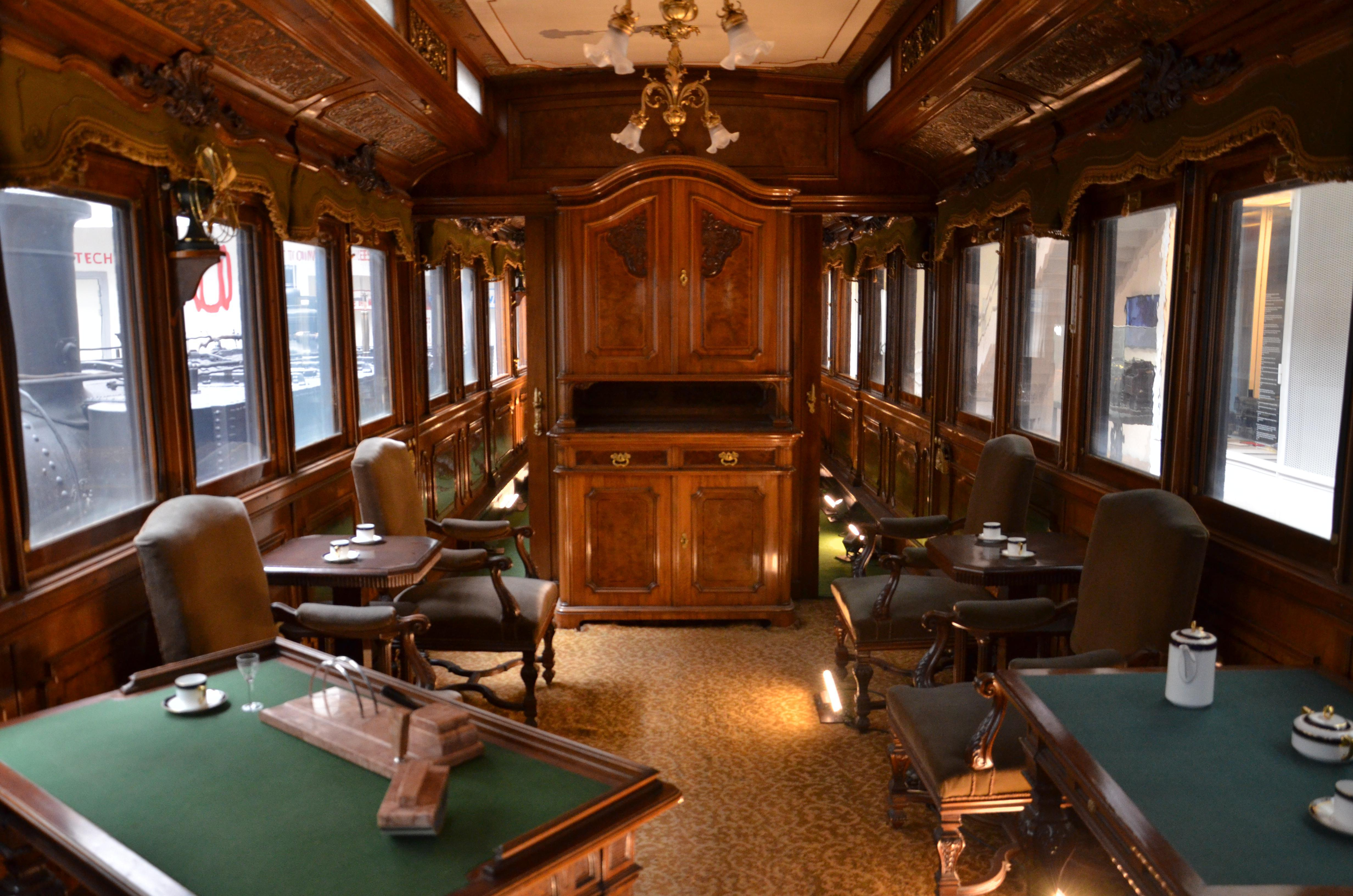
Interiér salónního vůzu Františka Josefa I.
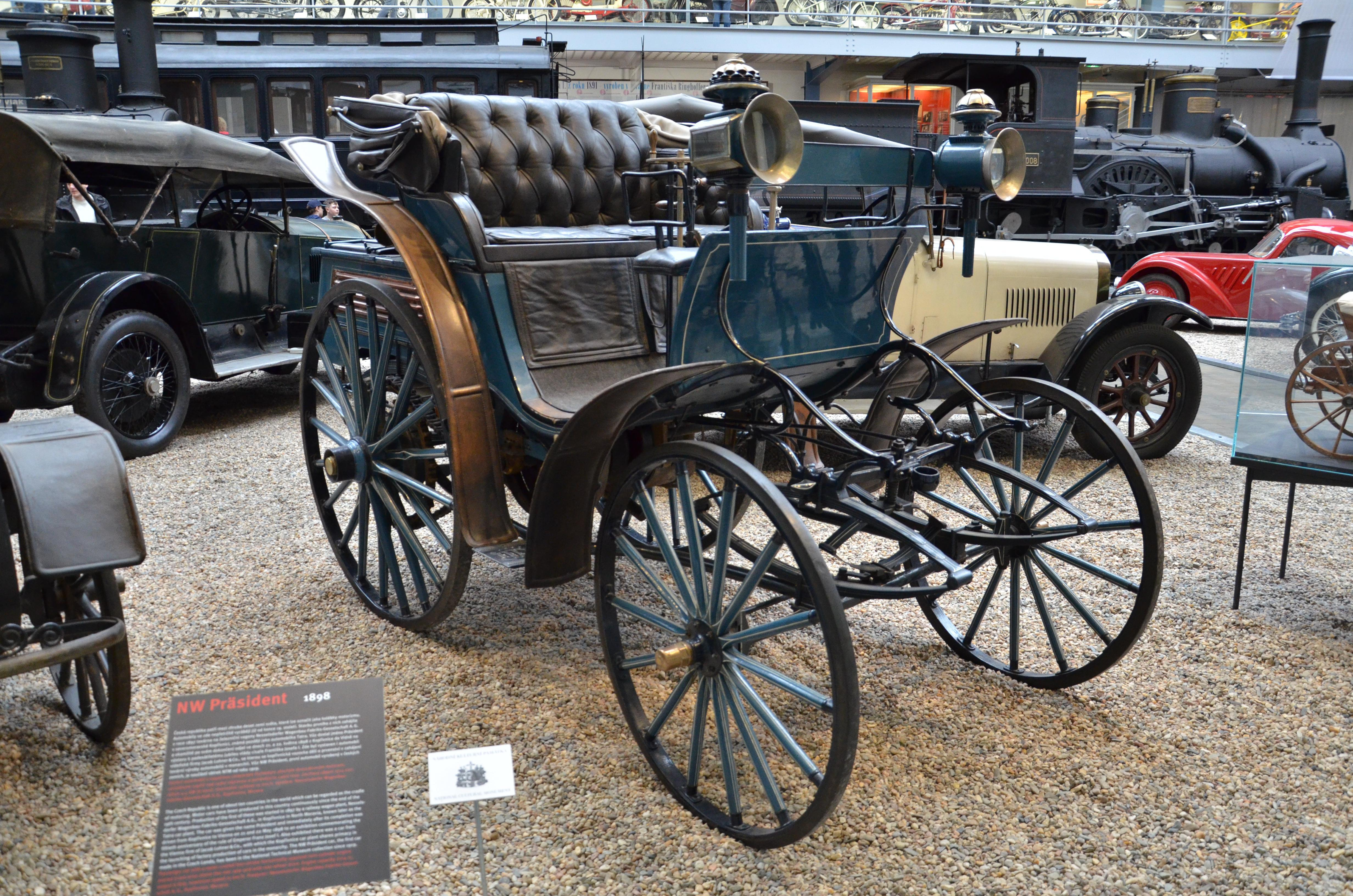
Benz Victoria (1893)
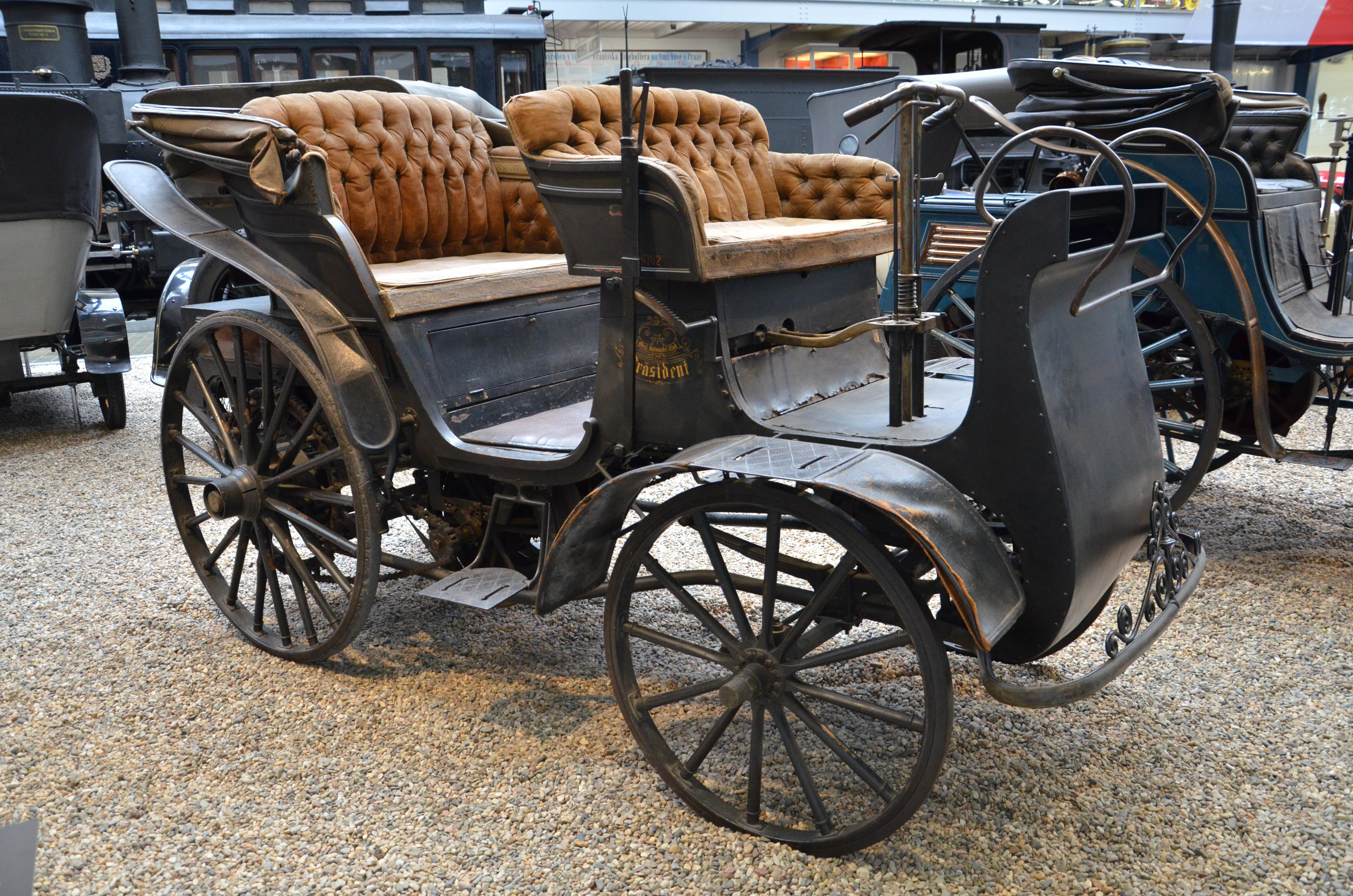
NW Präsident (1898)
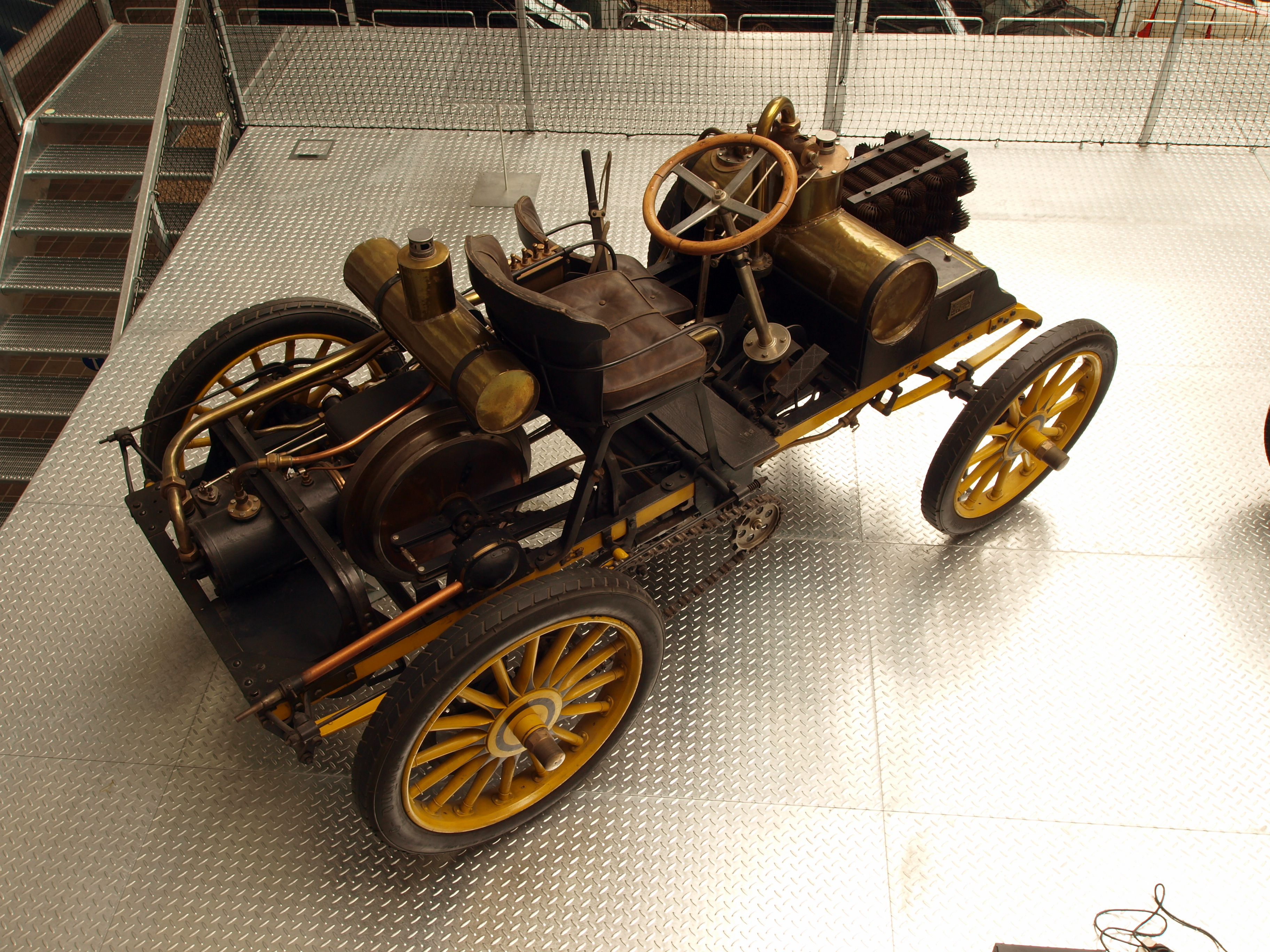
NW 12 HP Rennzweier (1900), závodní vůz Theodora von Liebieg
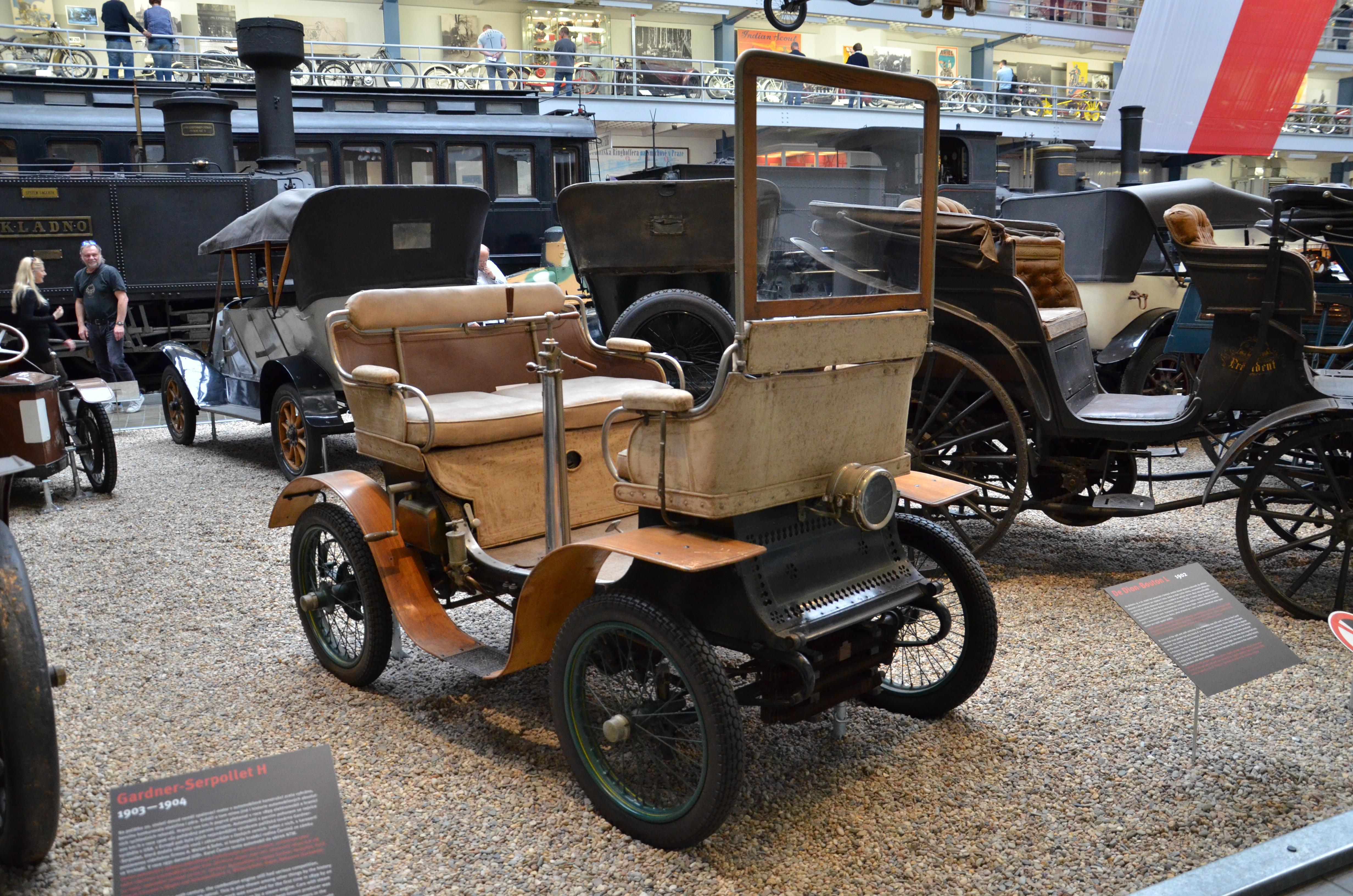
De Dion-Bouton L (1902)
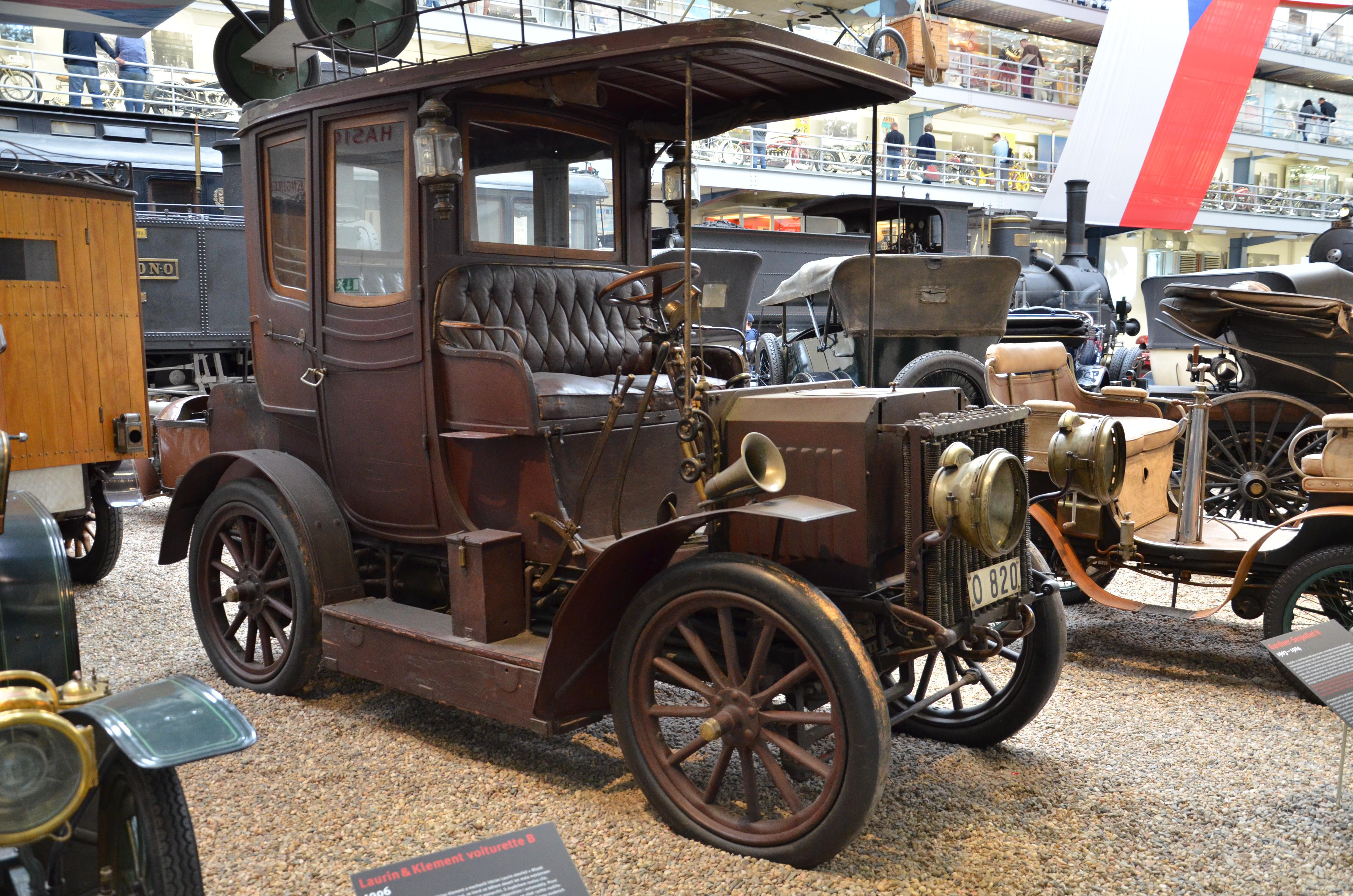
Gardner-Serpollet H (1903–1904)
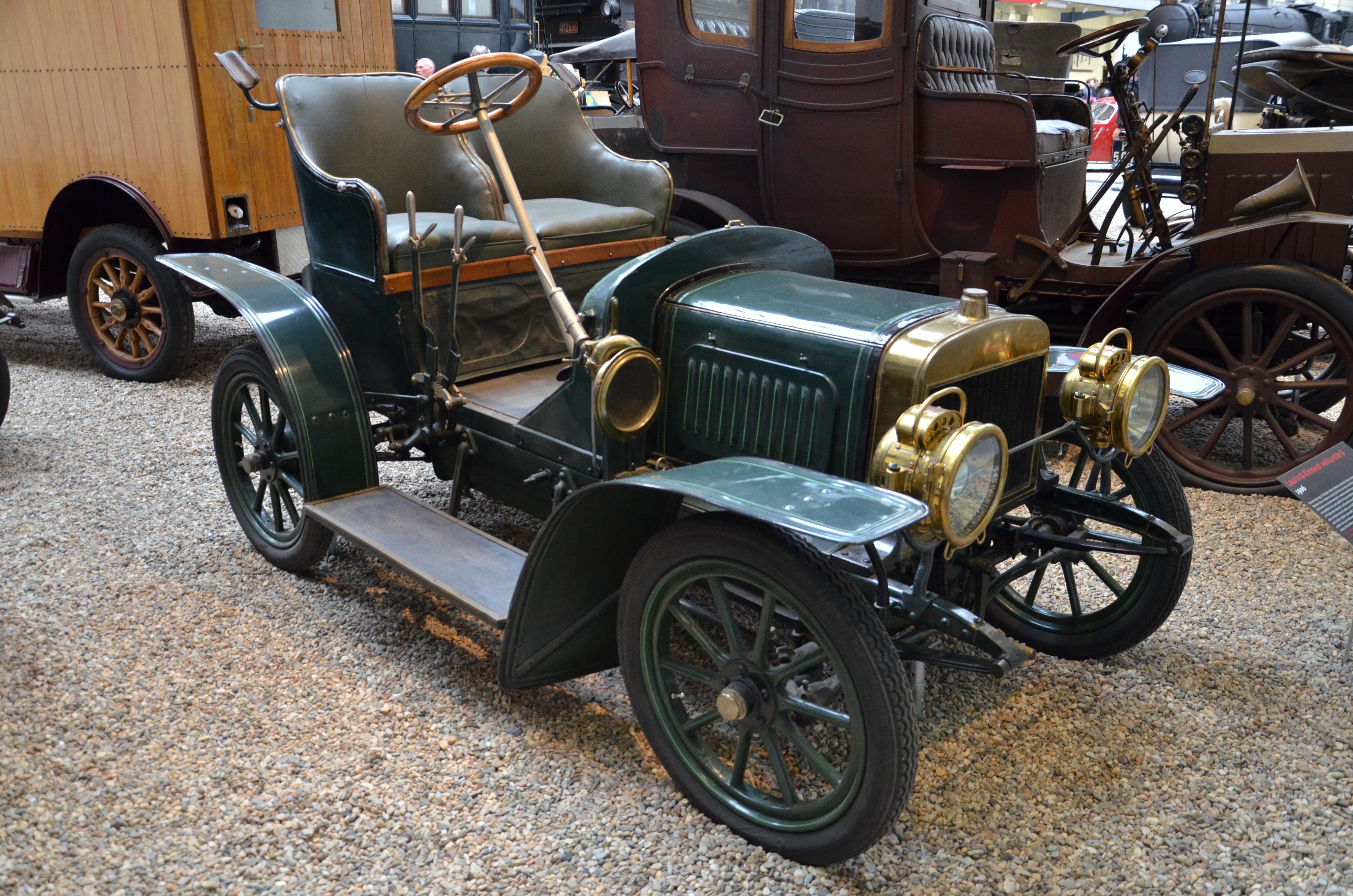
Laurin & Klement voiturette B (1906)
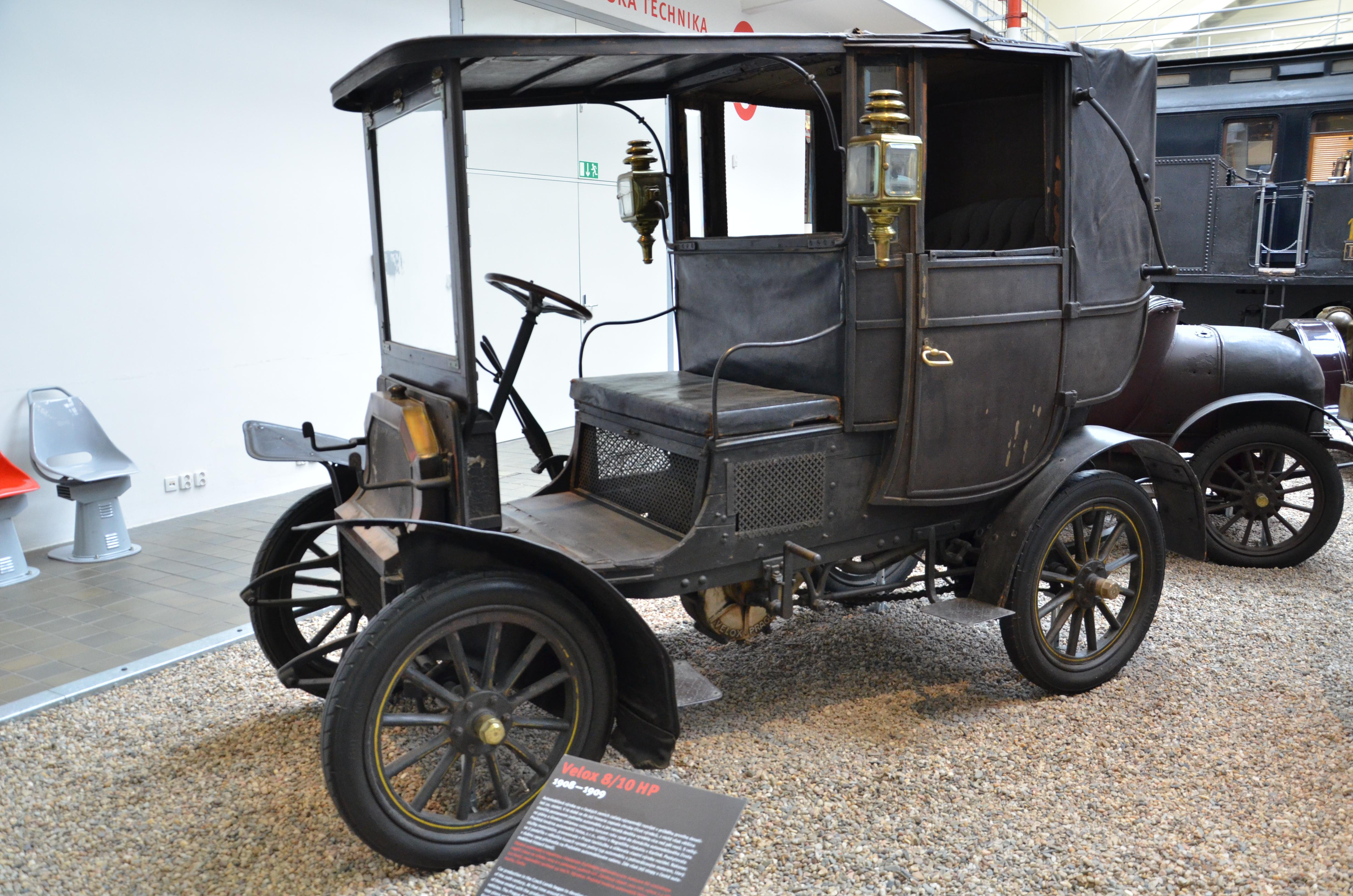
Velox 8/10 HP (1908–1909)
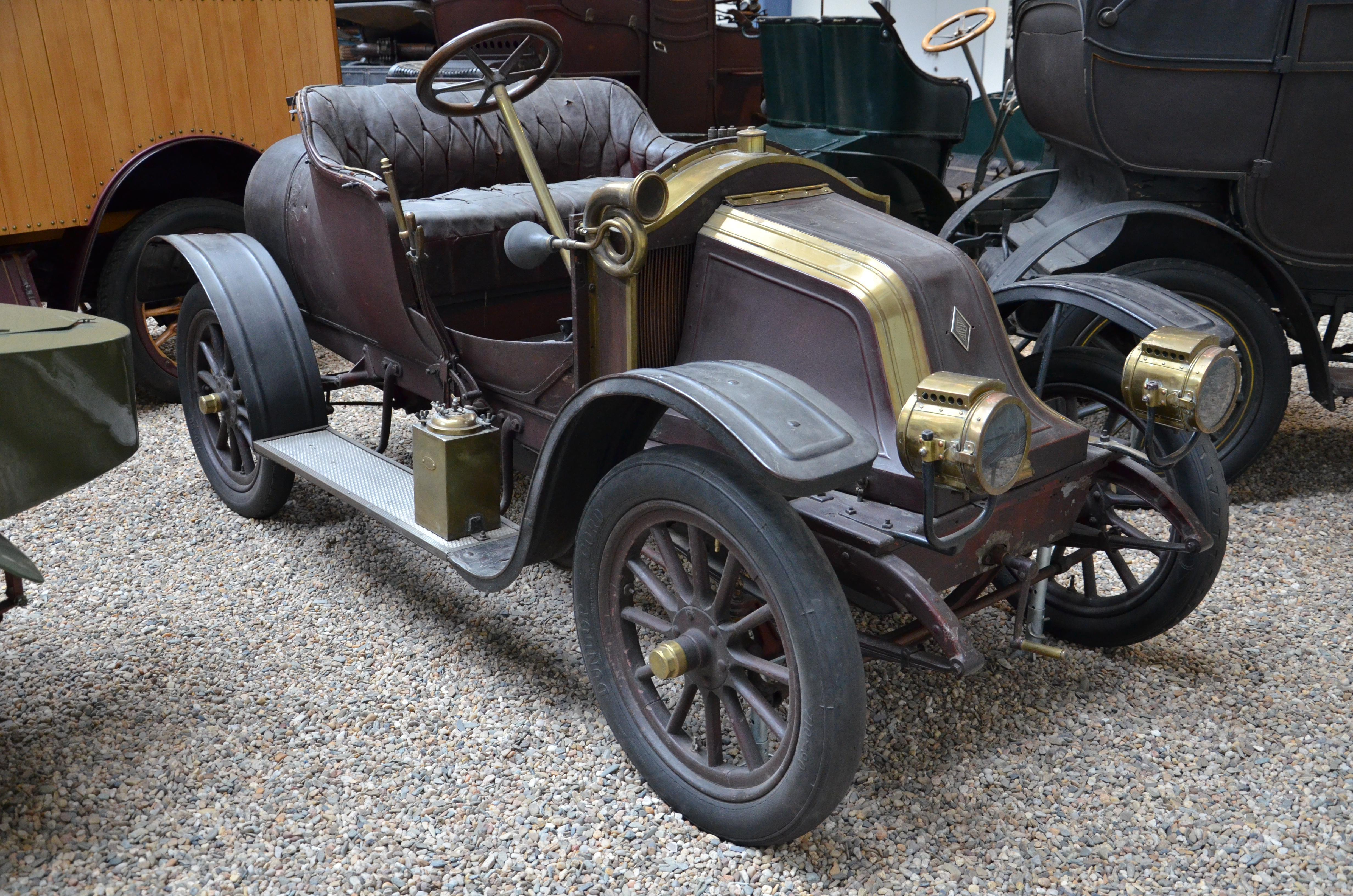
Renault AX (1909)
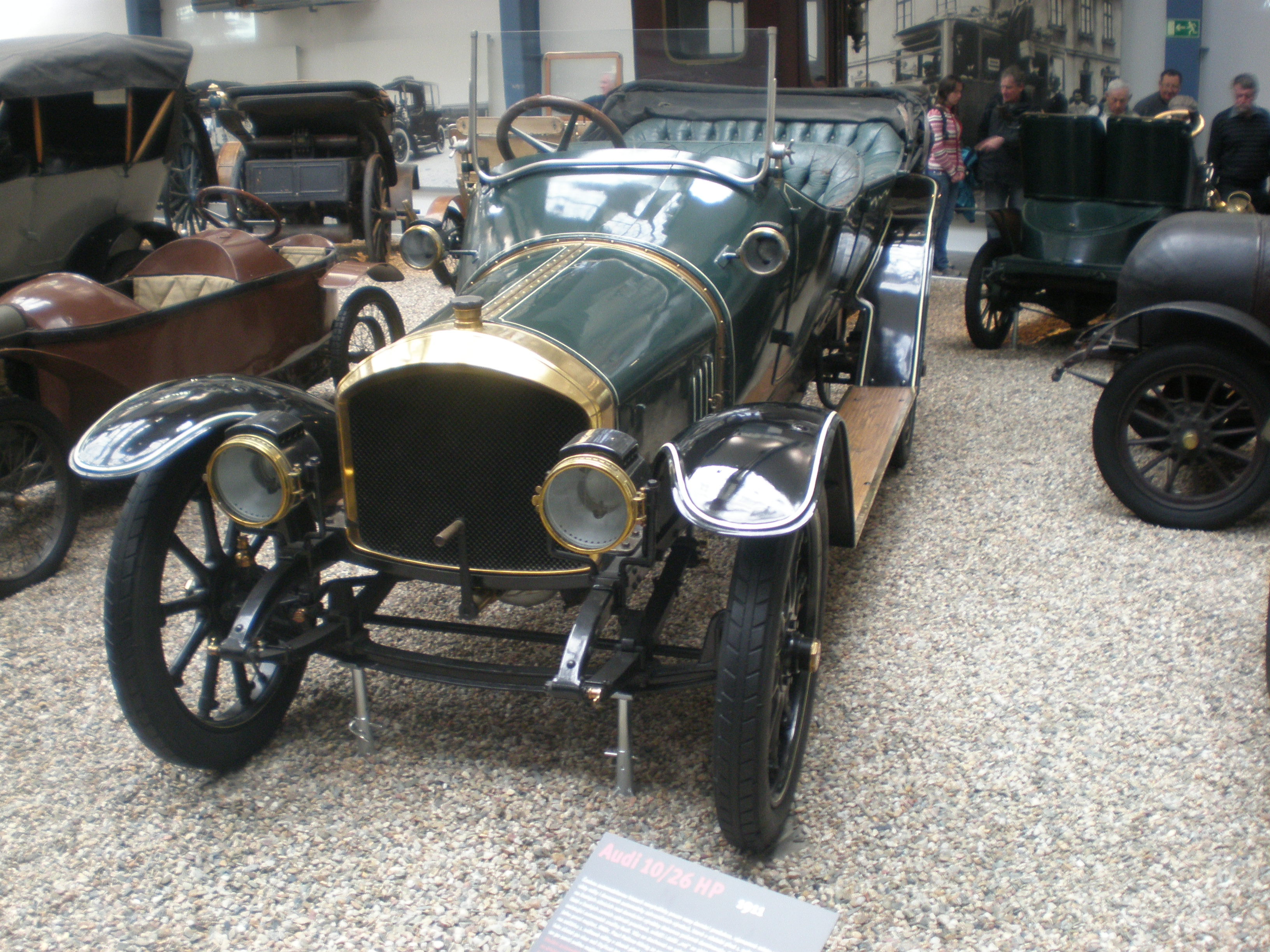
Audi 10/26 PS A (1910)
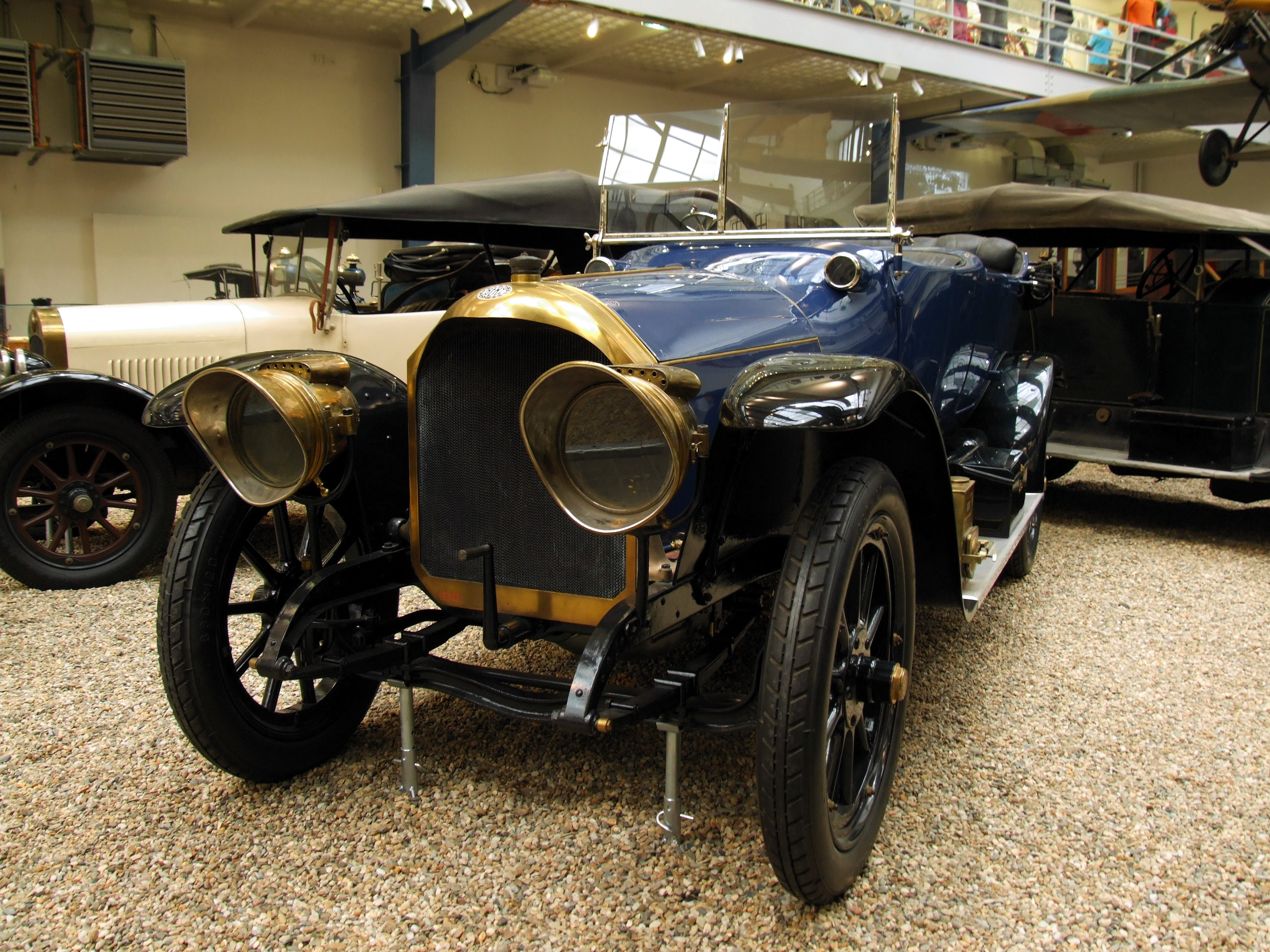
Benz 16/40 HP (1914), automobil orlických Schwarzenbergů
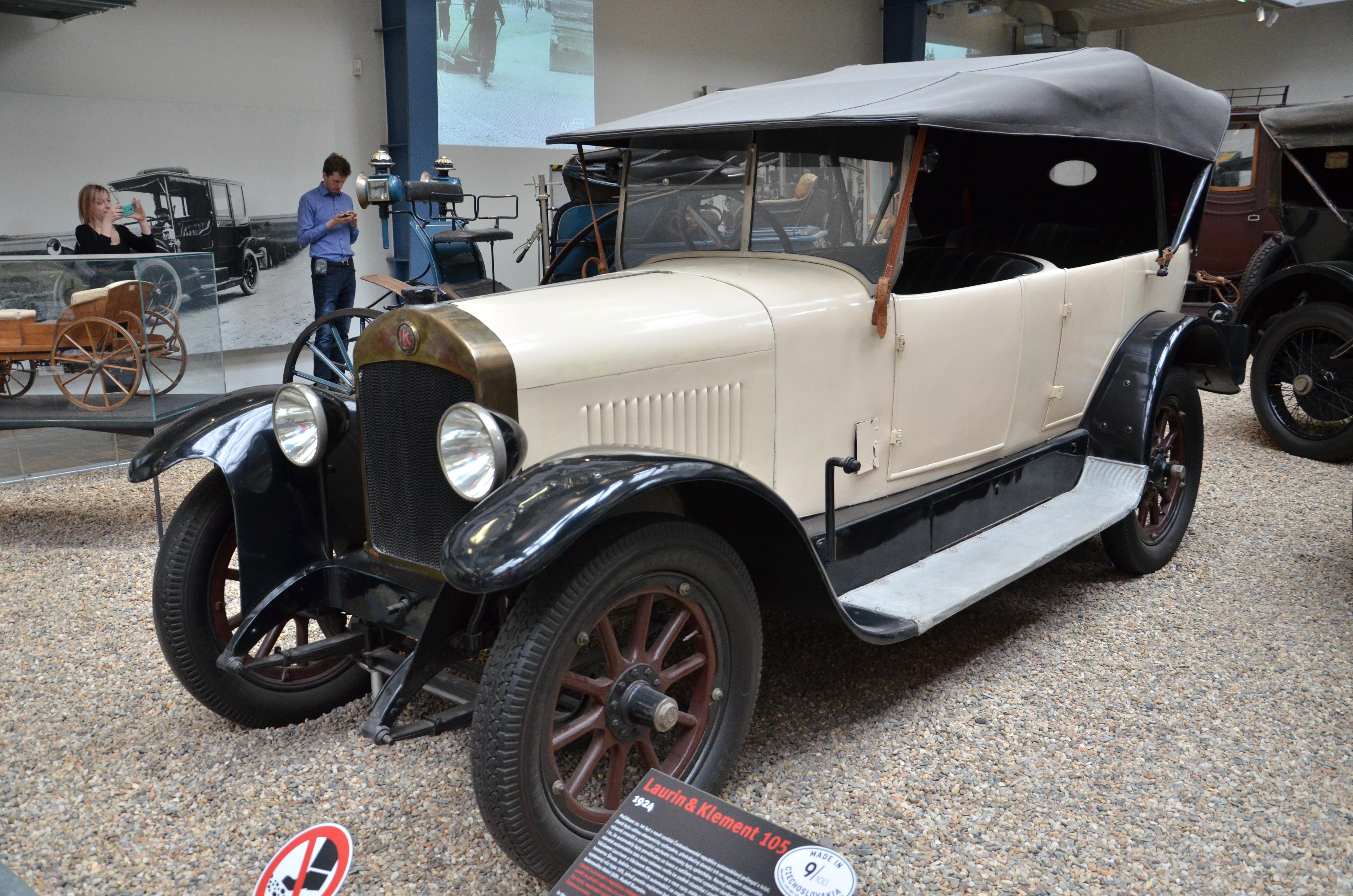
Laurin & Klement 105 (1924)
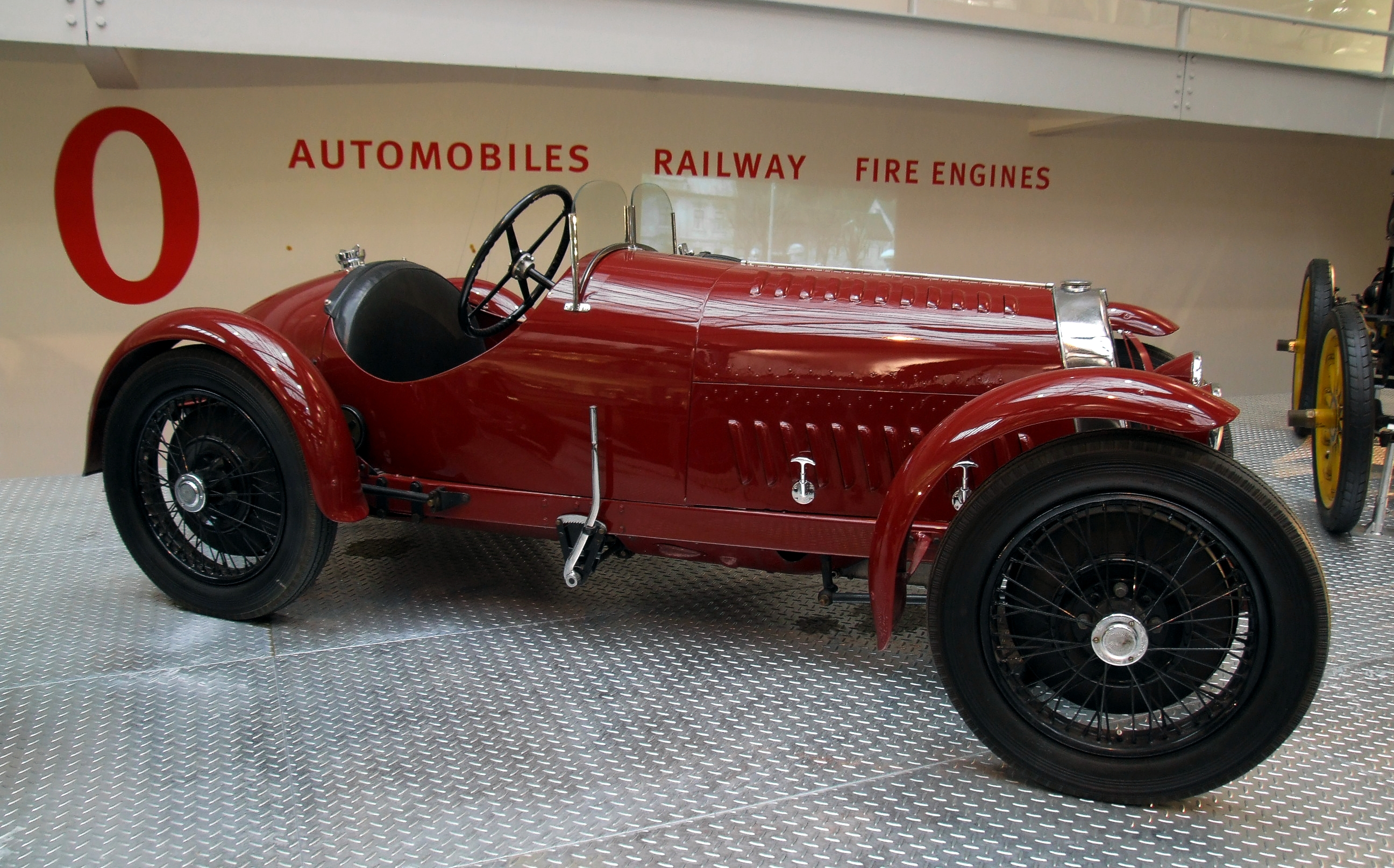
Wikov 7/28 (1929)
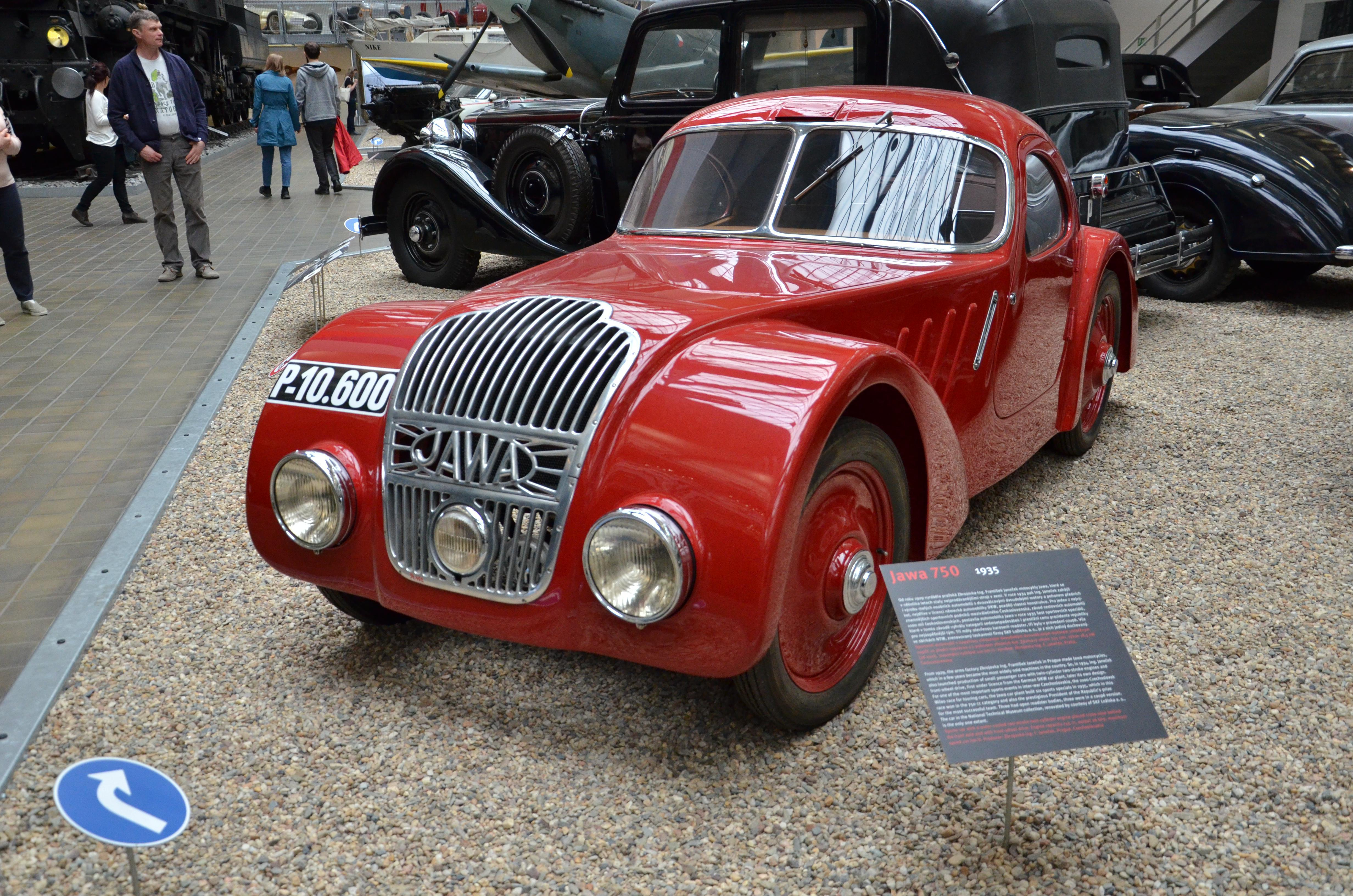
Jawa 750 (1935)
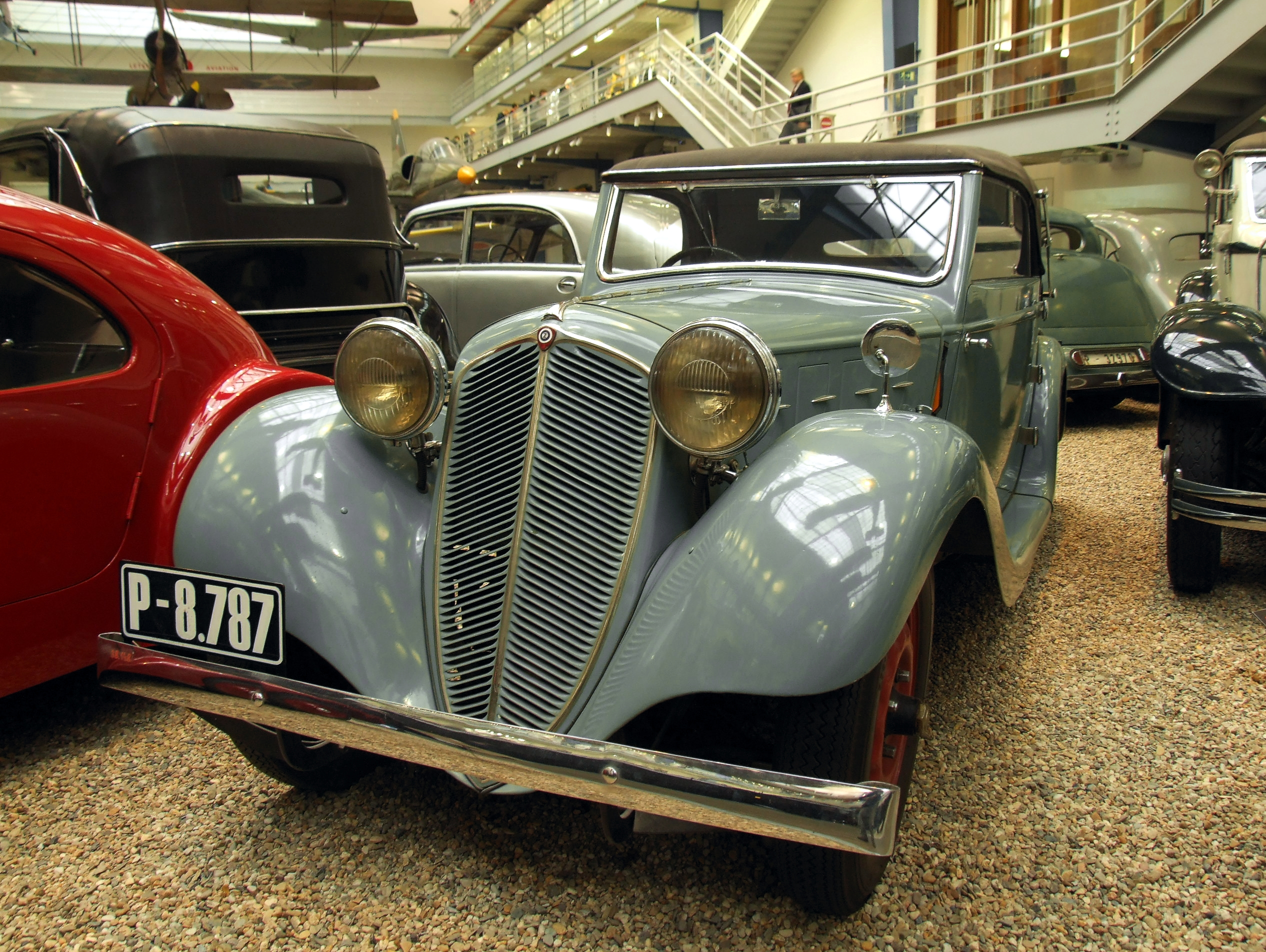
Z-4 (1936)
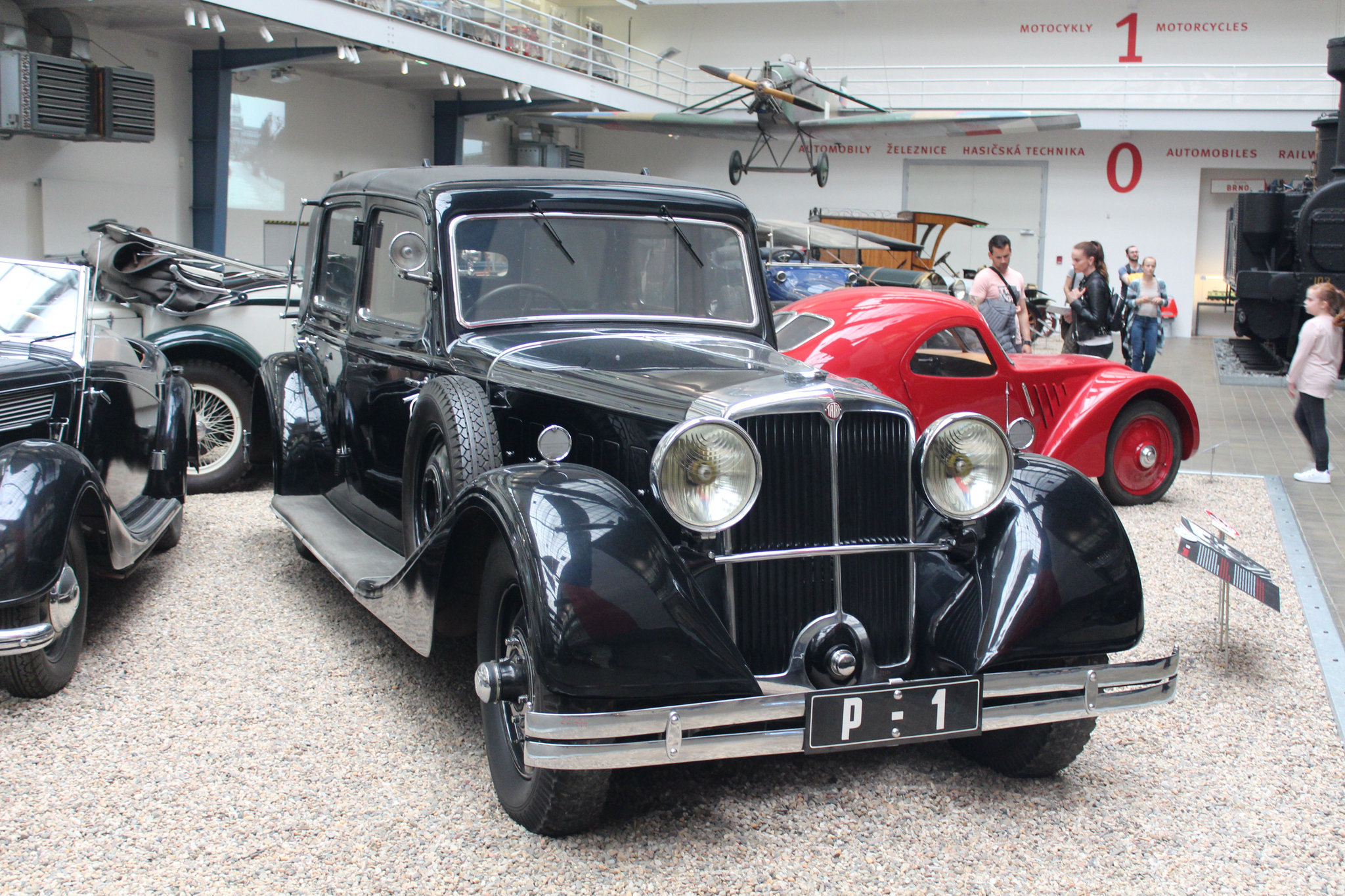
Tatra 80 (1935), vůz prezidenta T. G. Masaryka
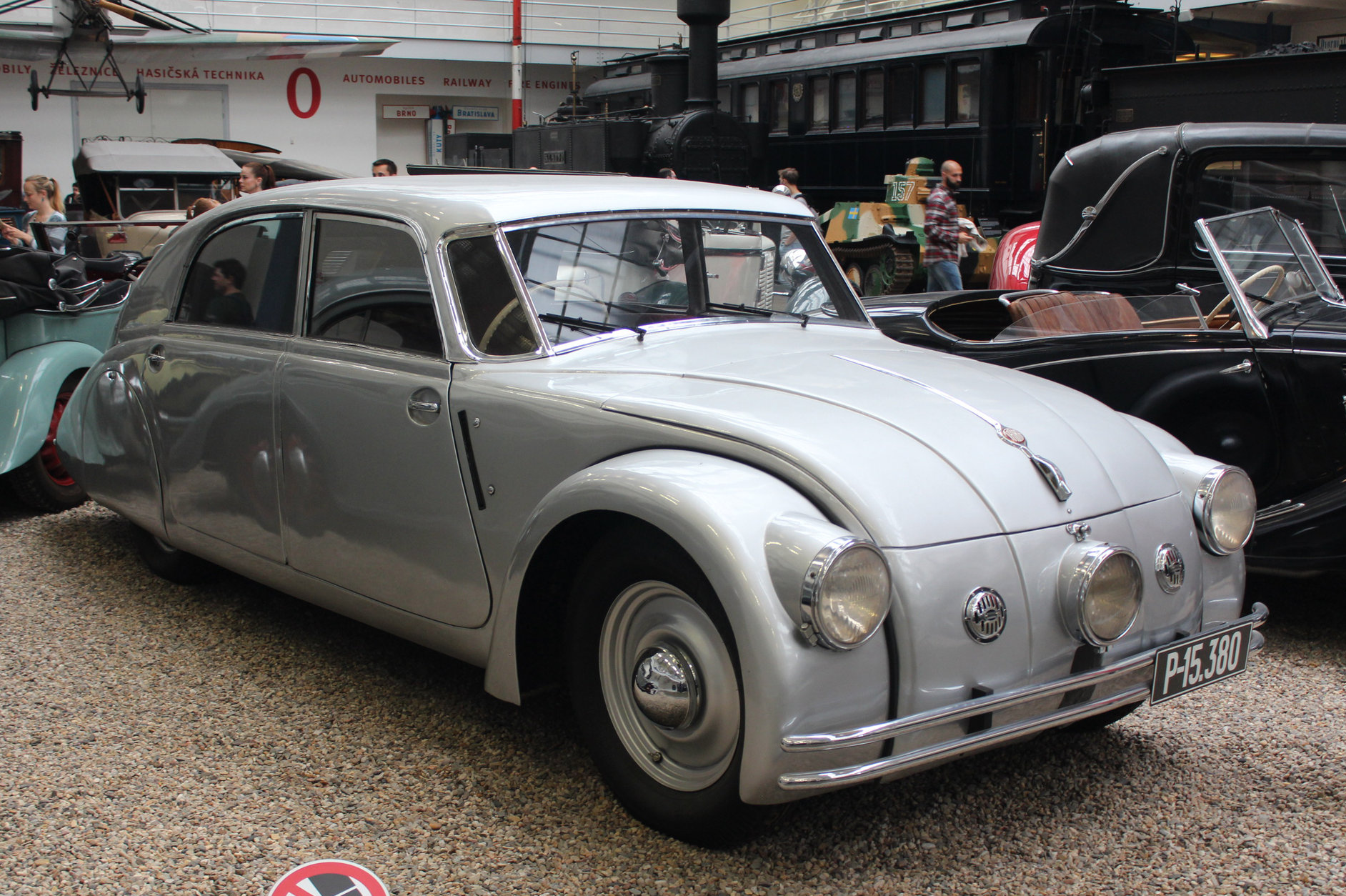
Tatra 77 (1937)
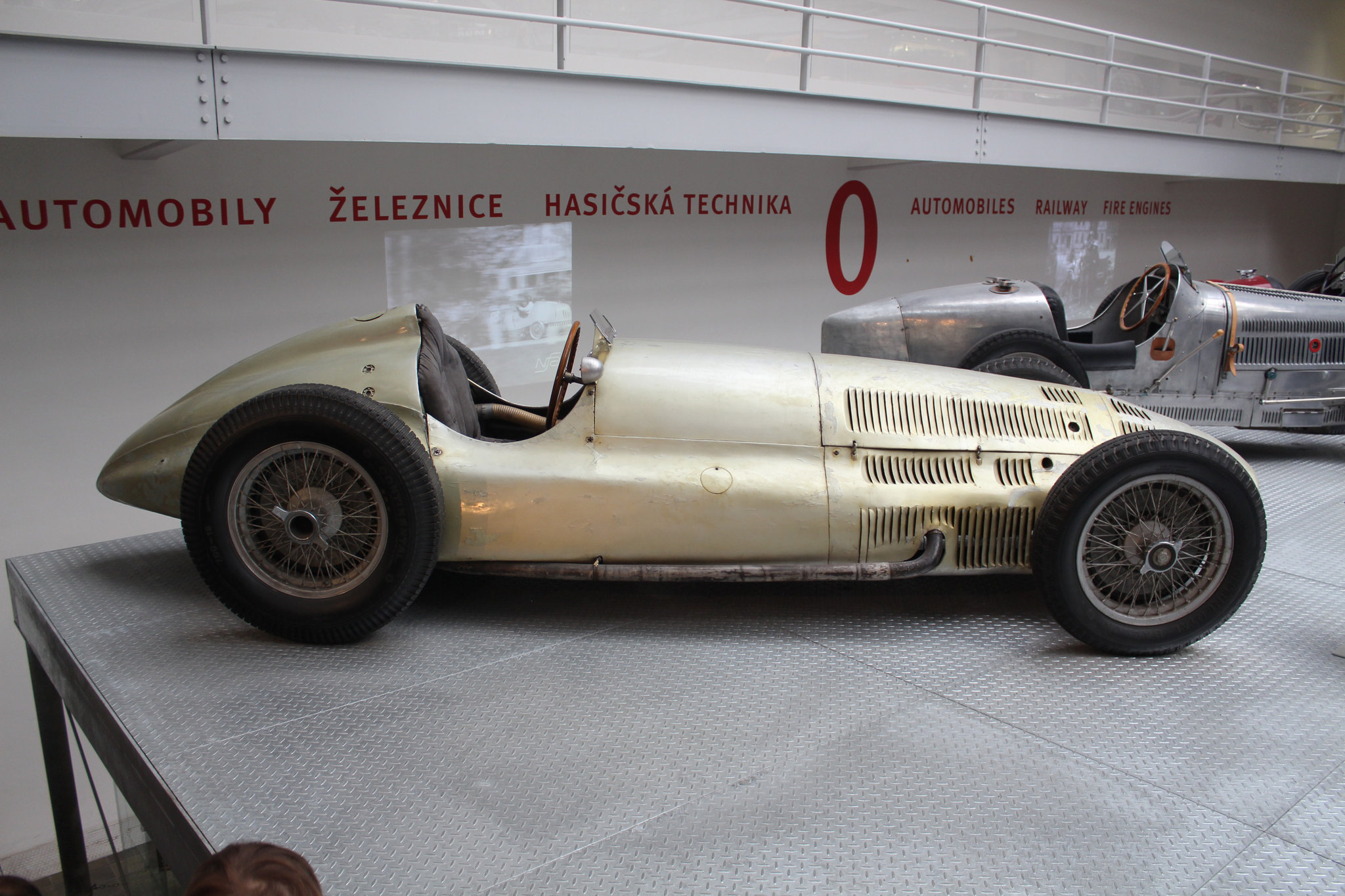
Mercedes Benz W154 (1938–1939), vůz Rudolfa Caraccioly, rychlost až 315 km/h
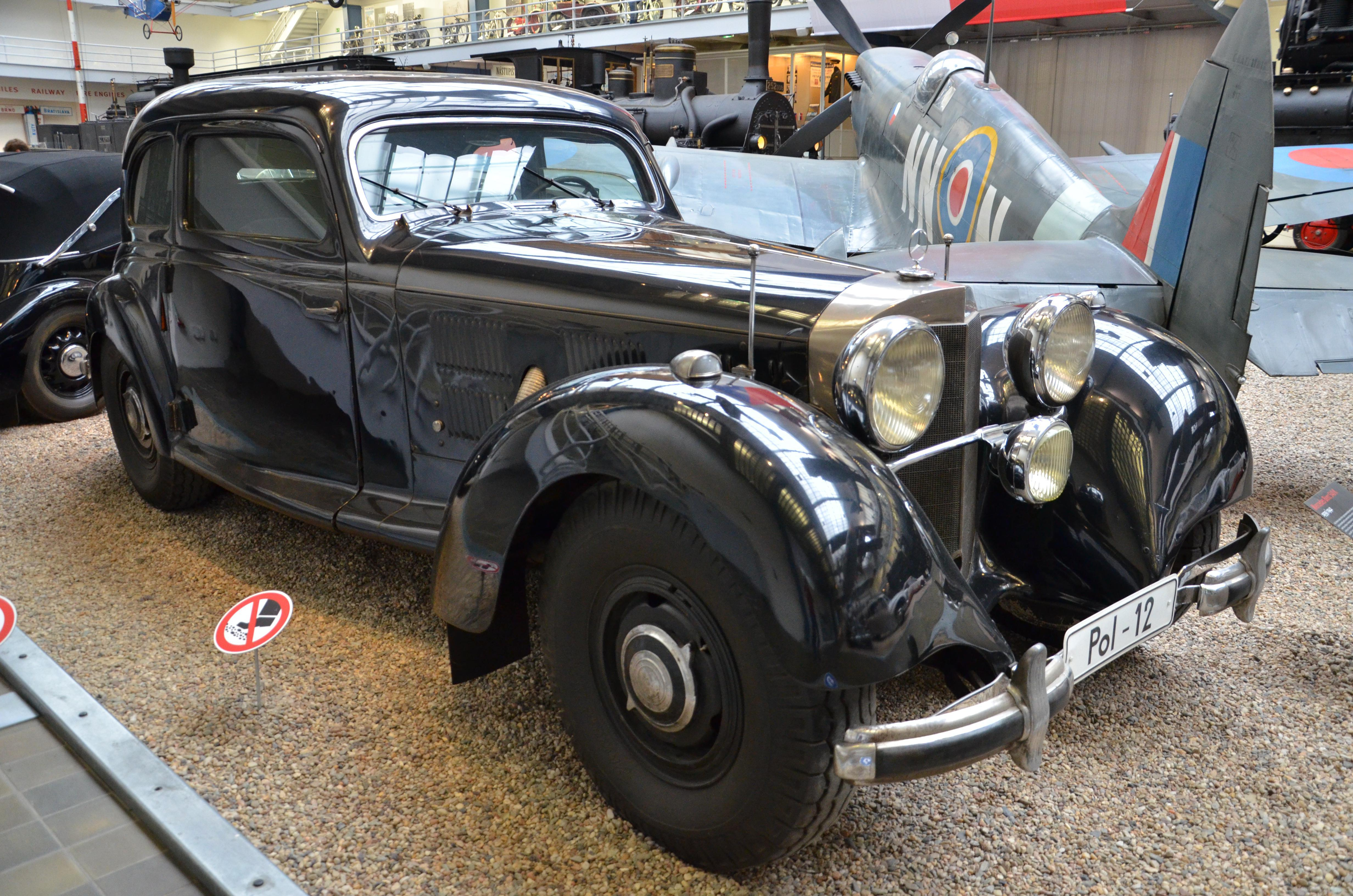
Mercedes-Benz 540K (1939–1942), vůz Karla Hermanna Franka
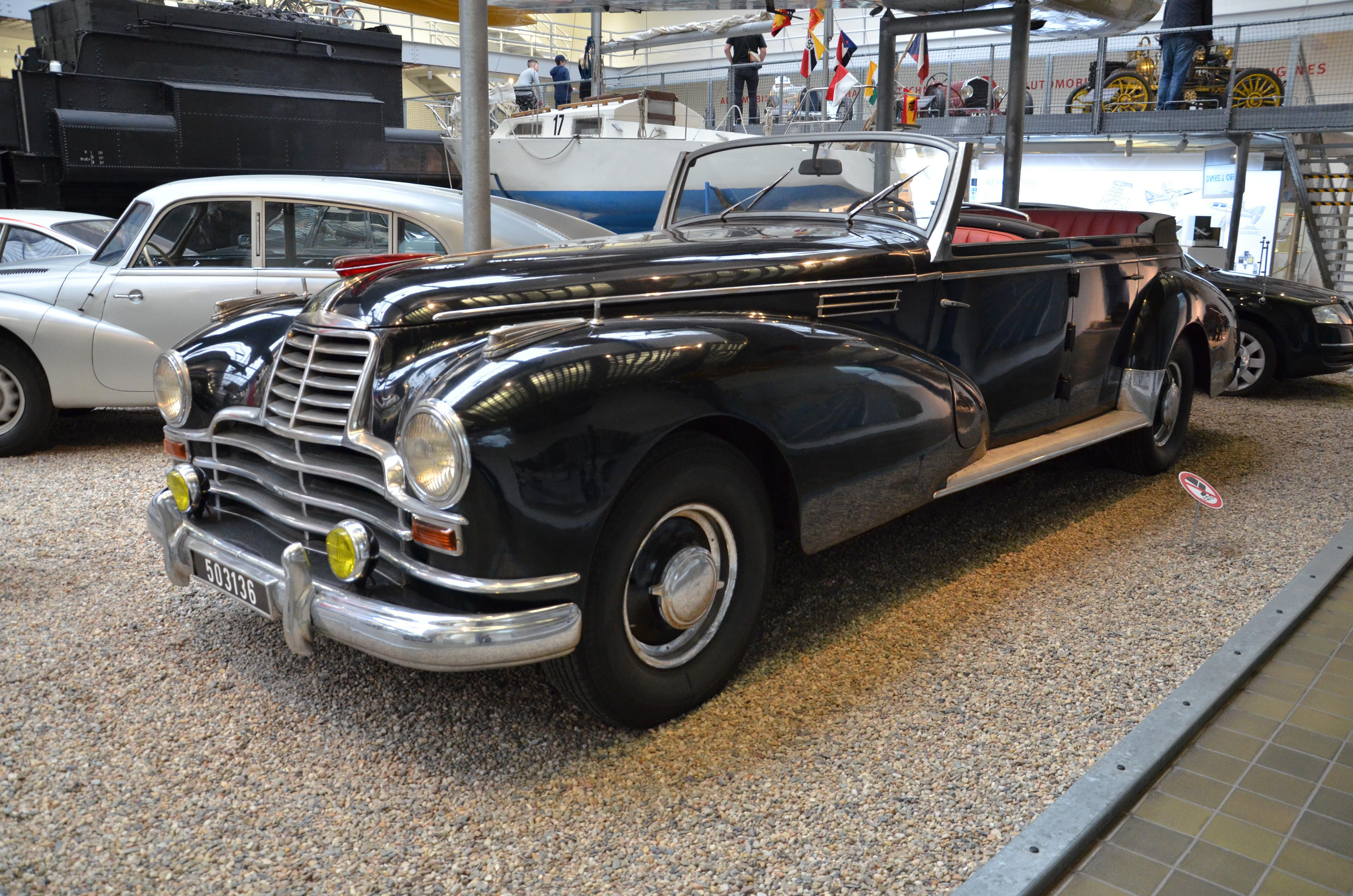
Mercedes-Benz 770 (1939–1952)
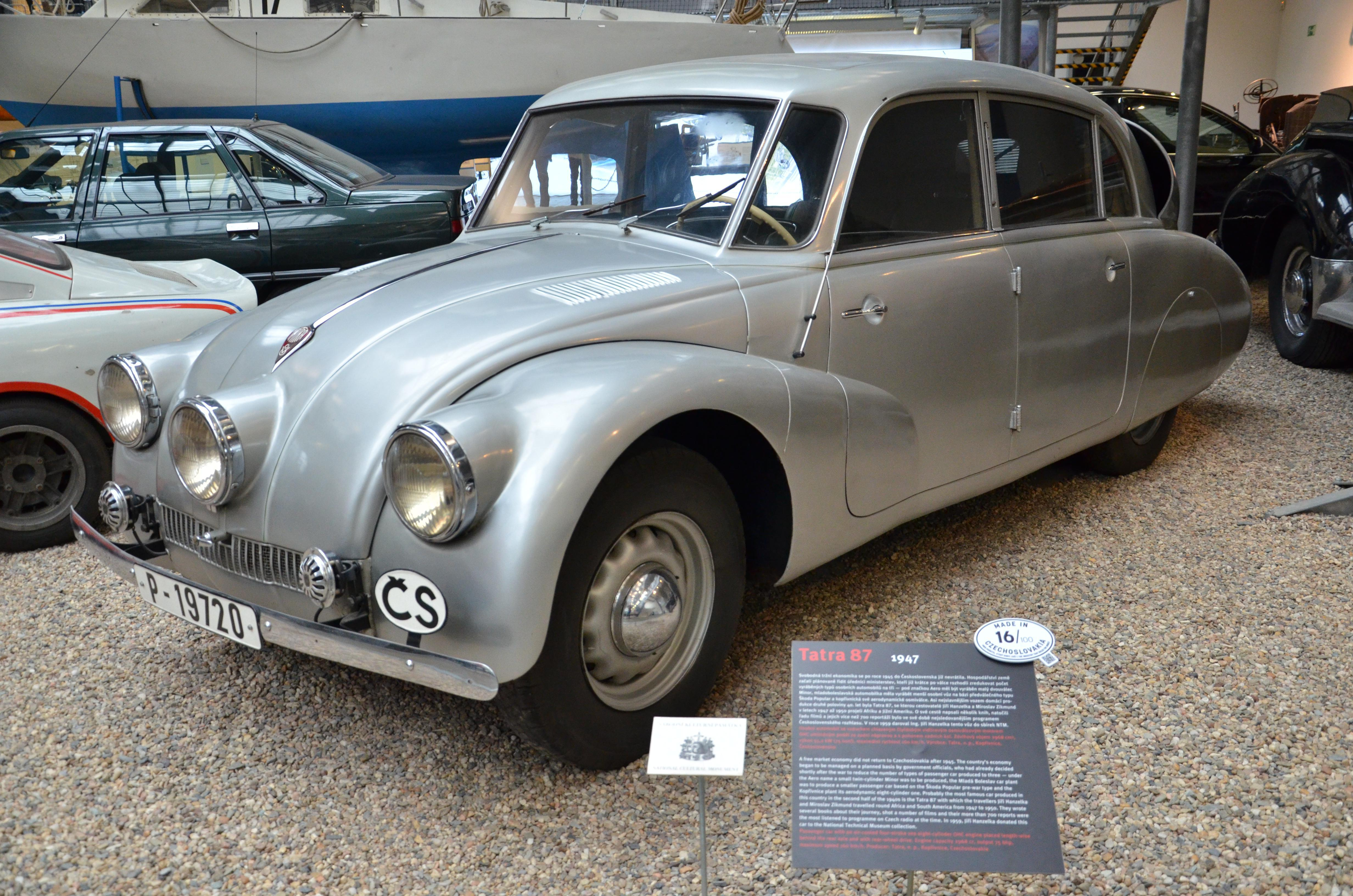
Tatra 87 (1947), vůz cestovatelů J. Hanzelky a M. Zikmunda
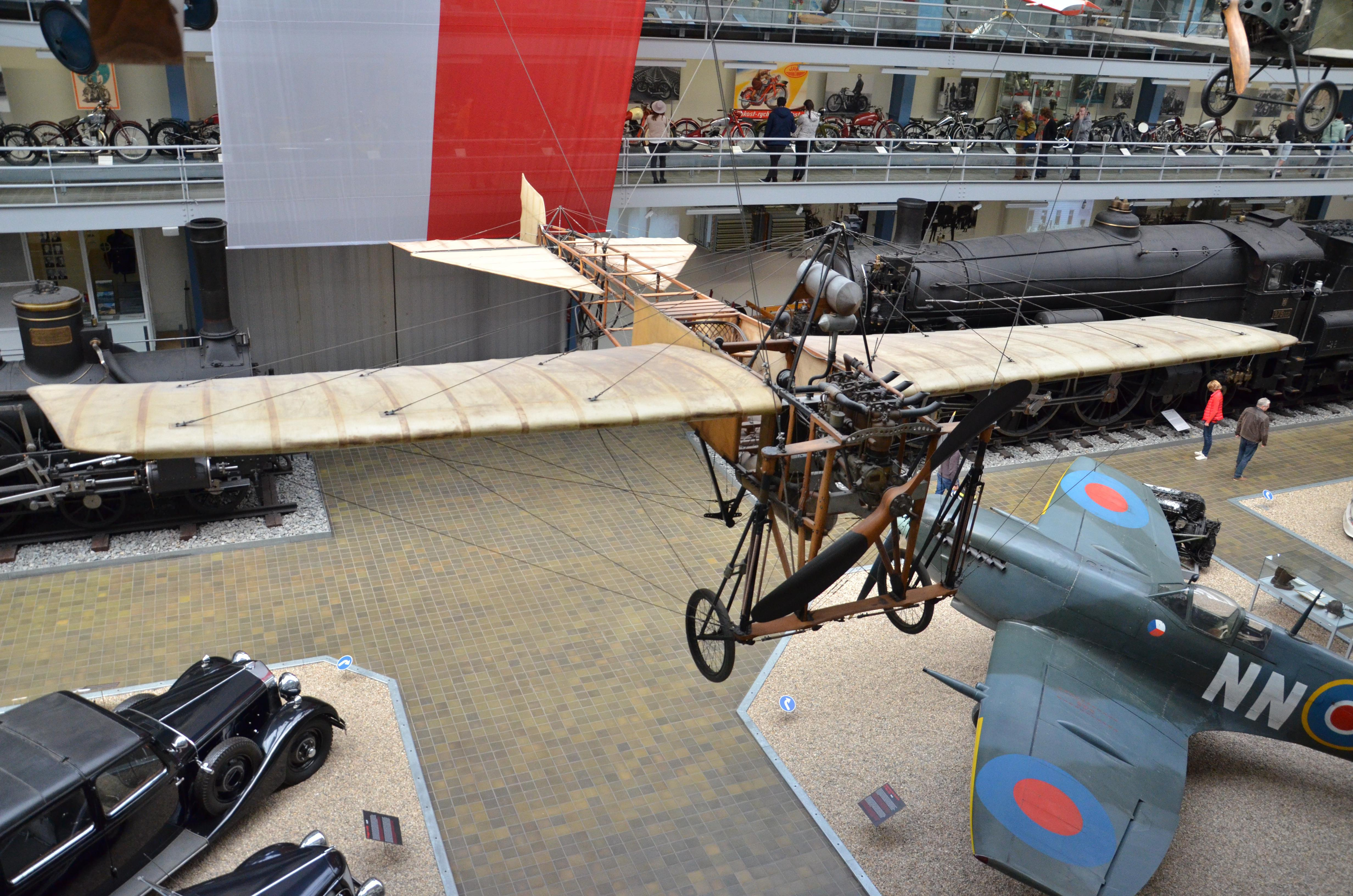
Kašpar JK-Blériot (1911), letadlo prvního českého pilota Jana Kašpara
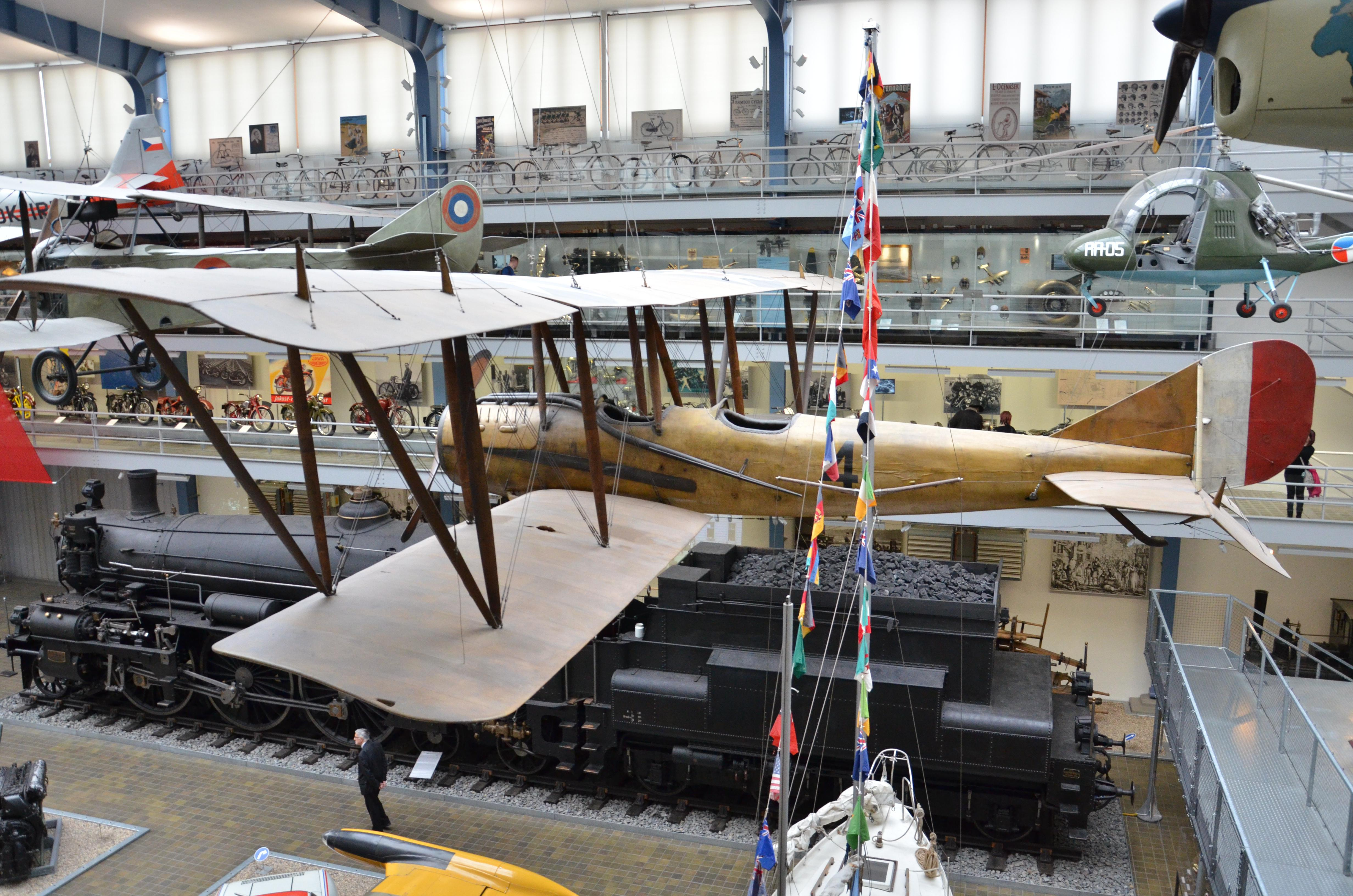
L. W. F. Model V Tractor (1917) přivezený čs. legionáři z Ruska
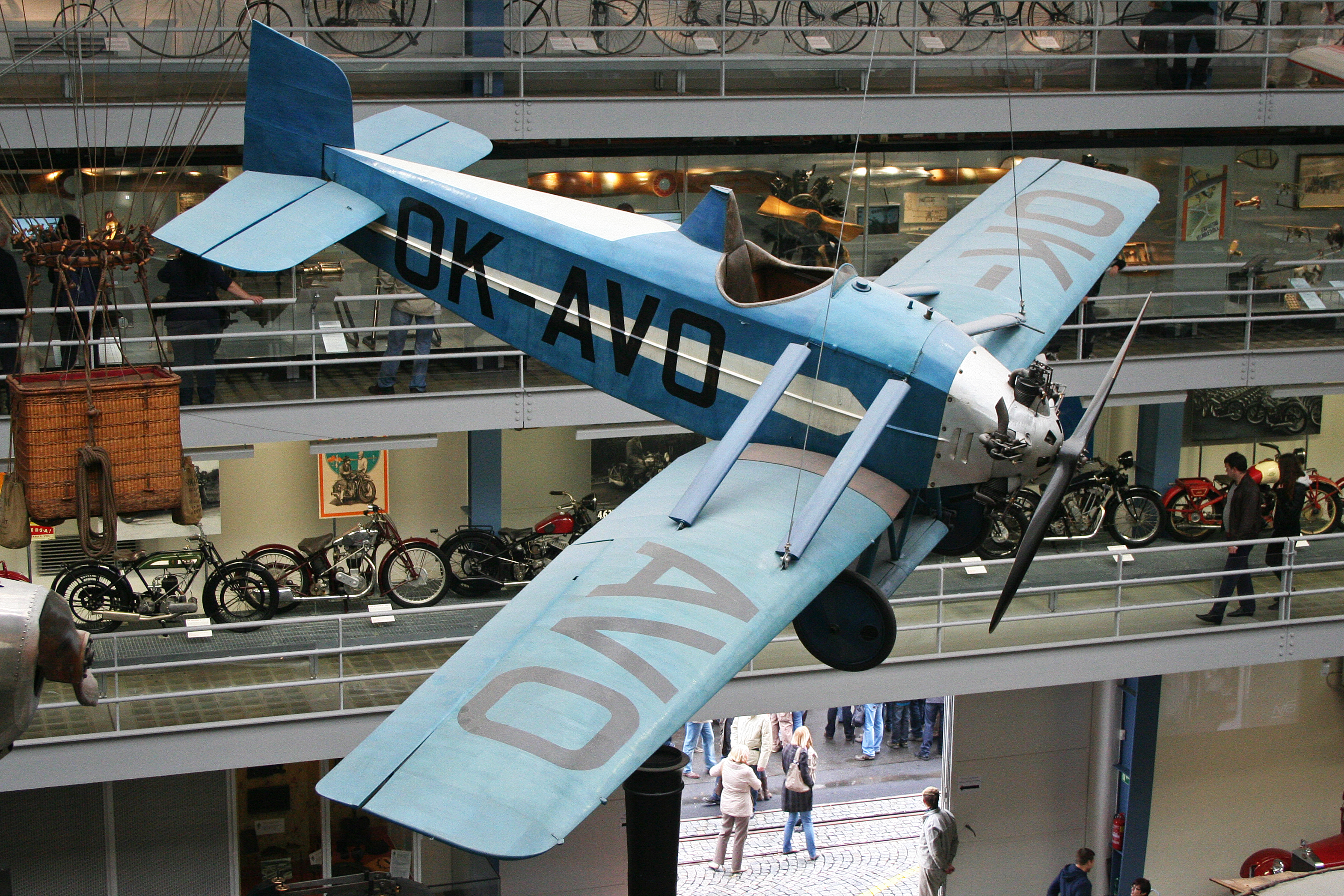
Avia BH-10 (1924)
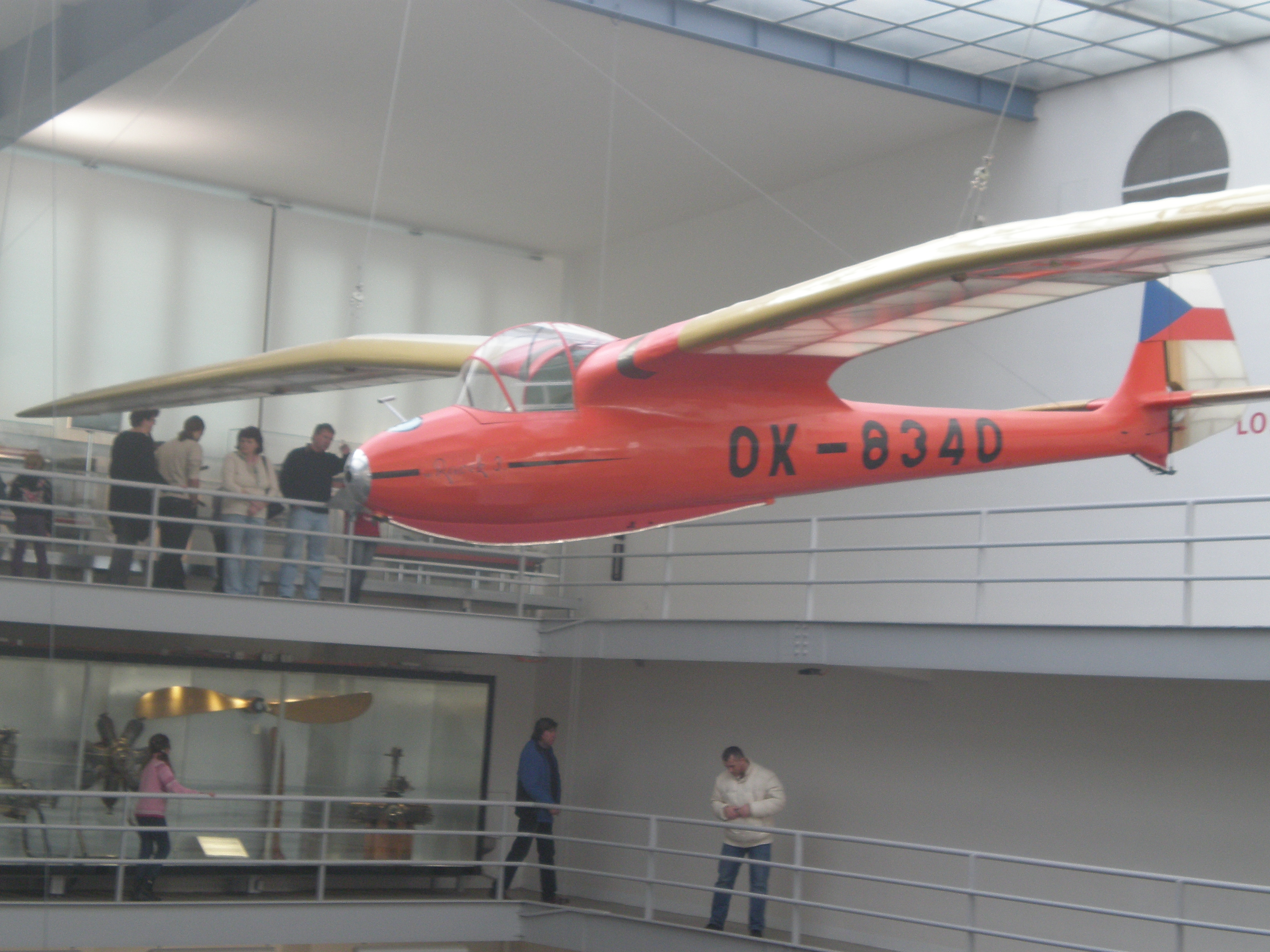
Racek III (1937)
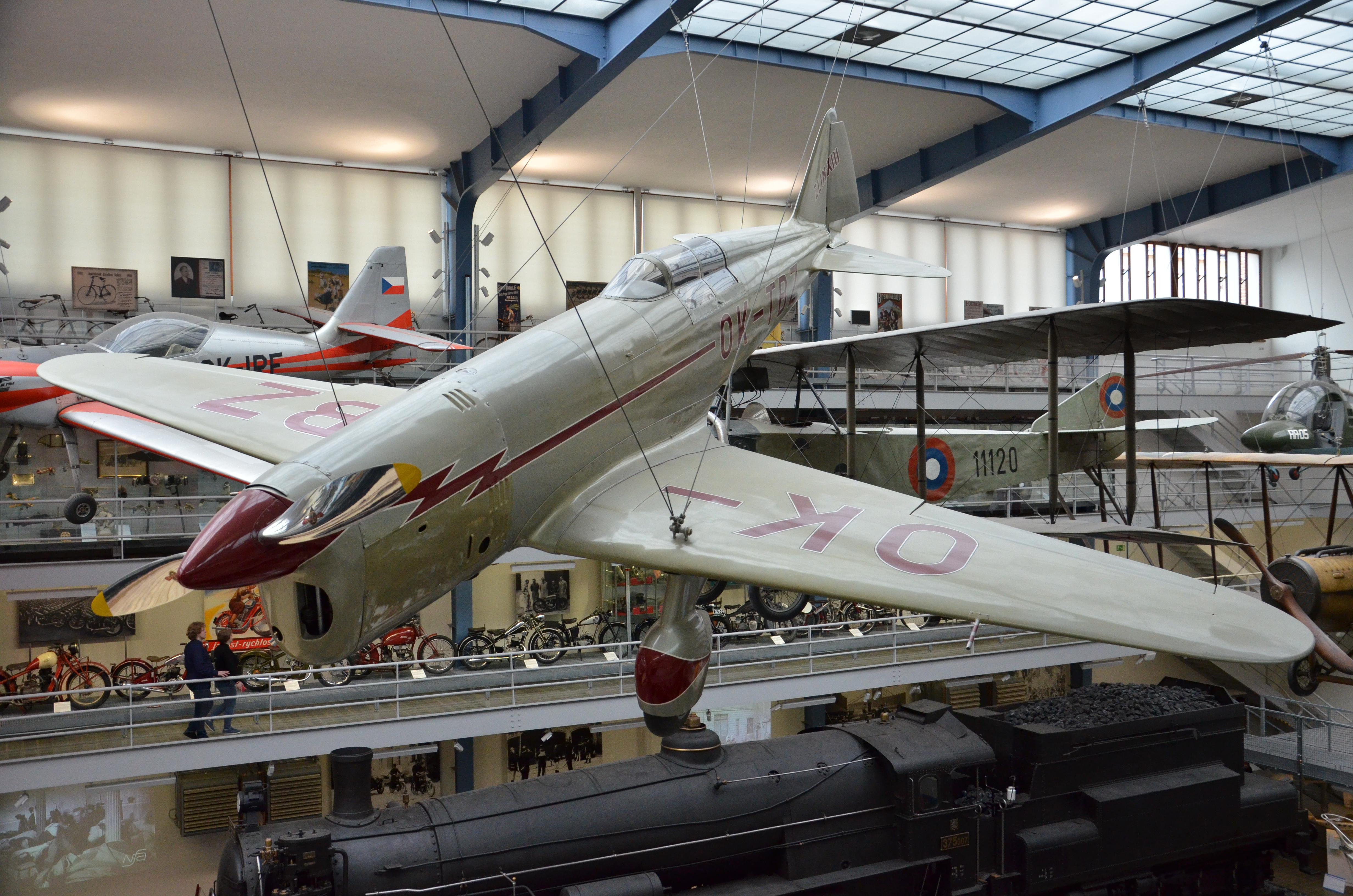
Zlín Z-XIII (1937), jediný existující prototyp
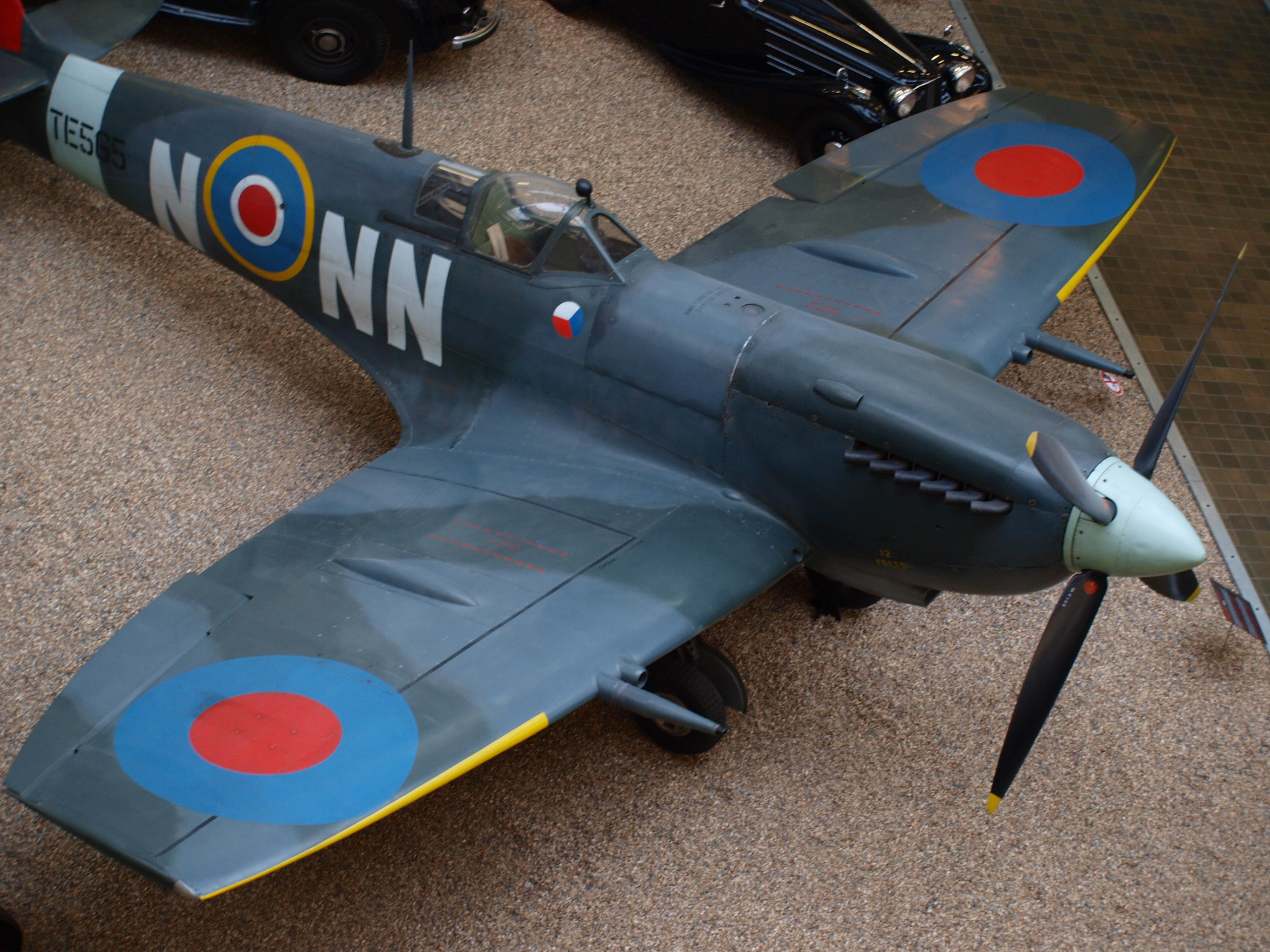
Supermarine Spitfire LF Mk.IXE (1945)
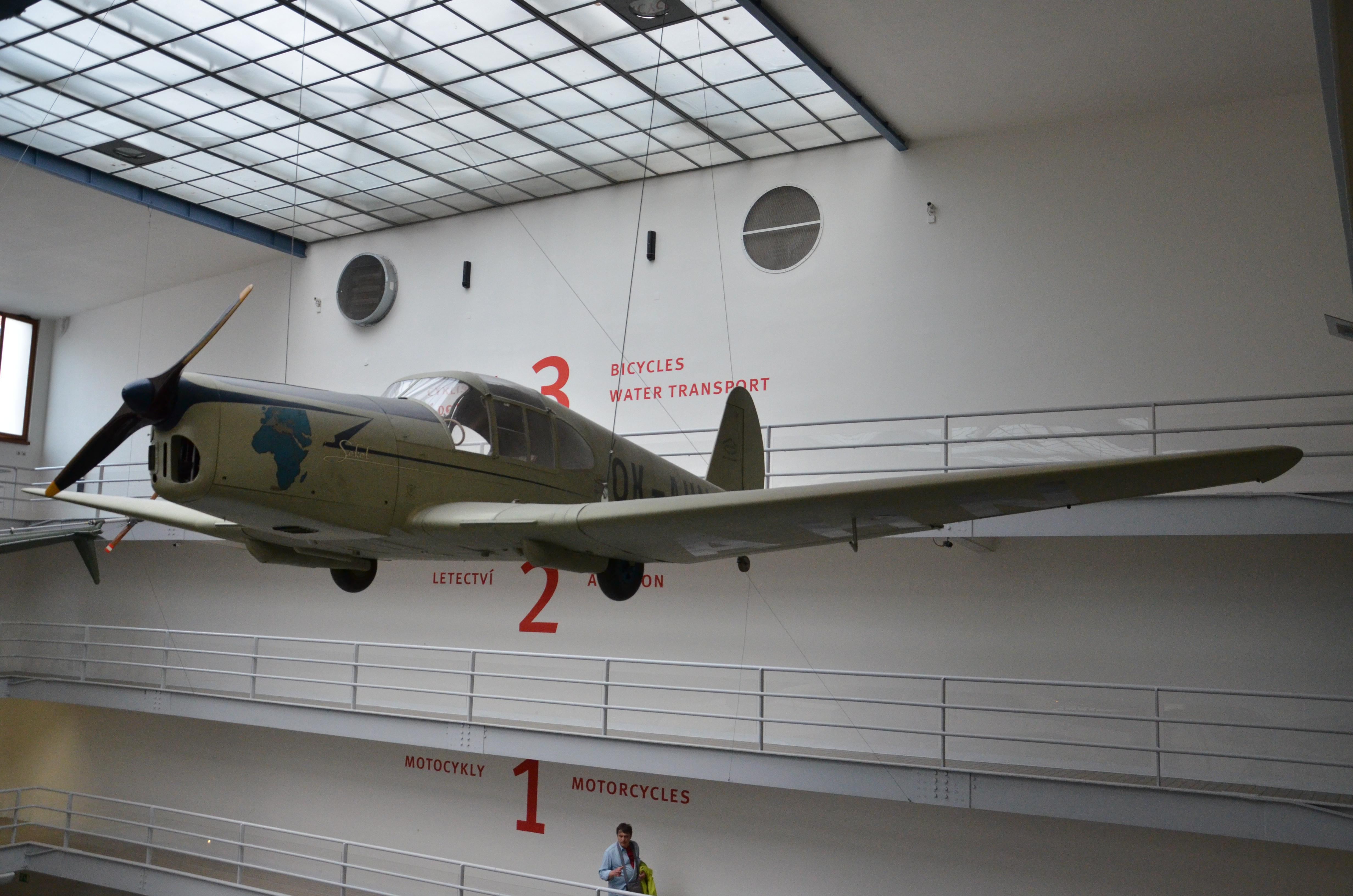
Sokol MC1 (1947)
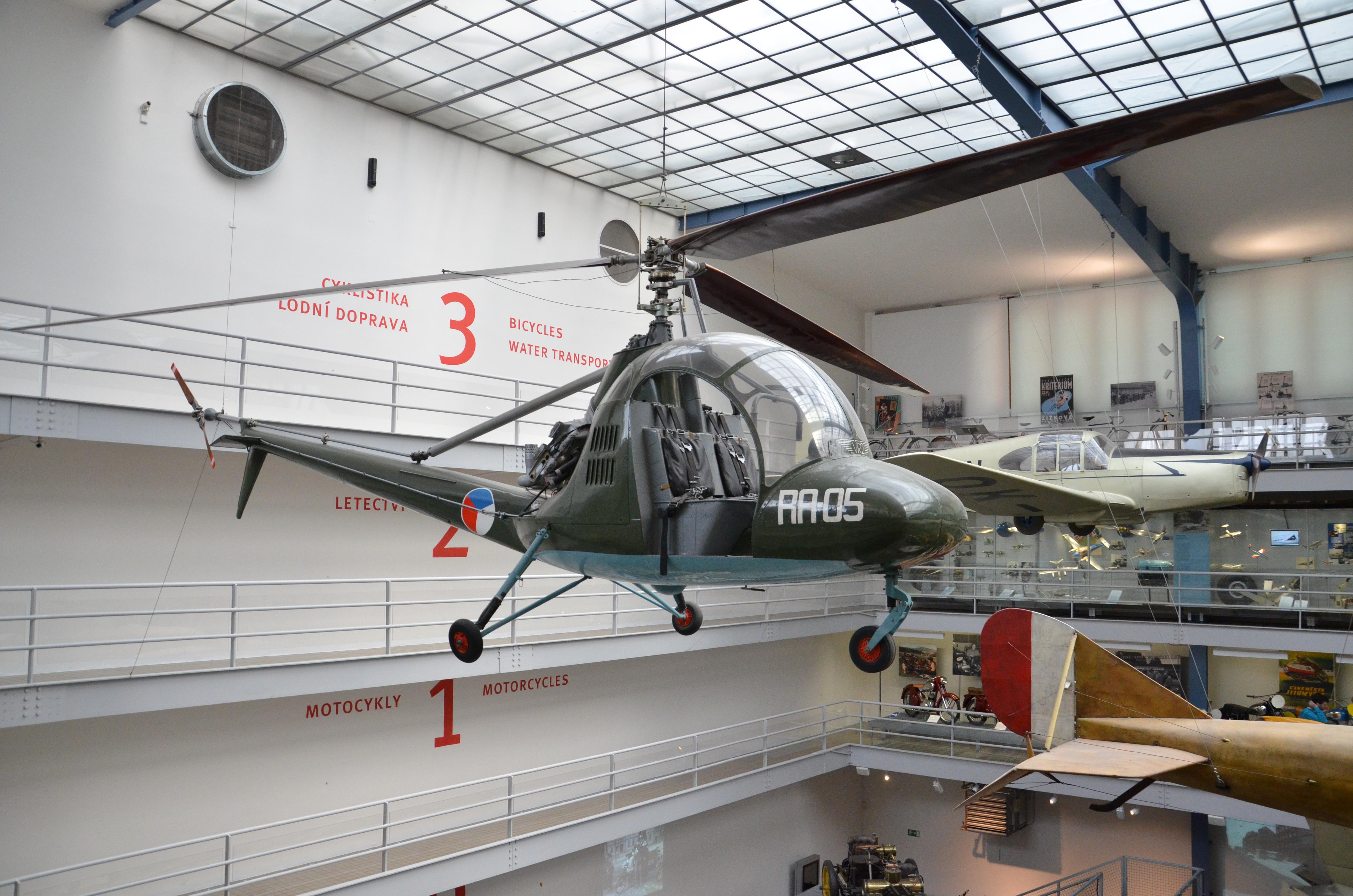
HC-2 Heli Baby (1955)
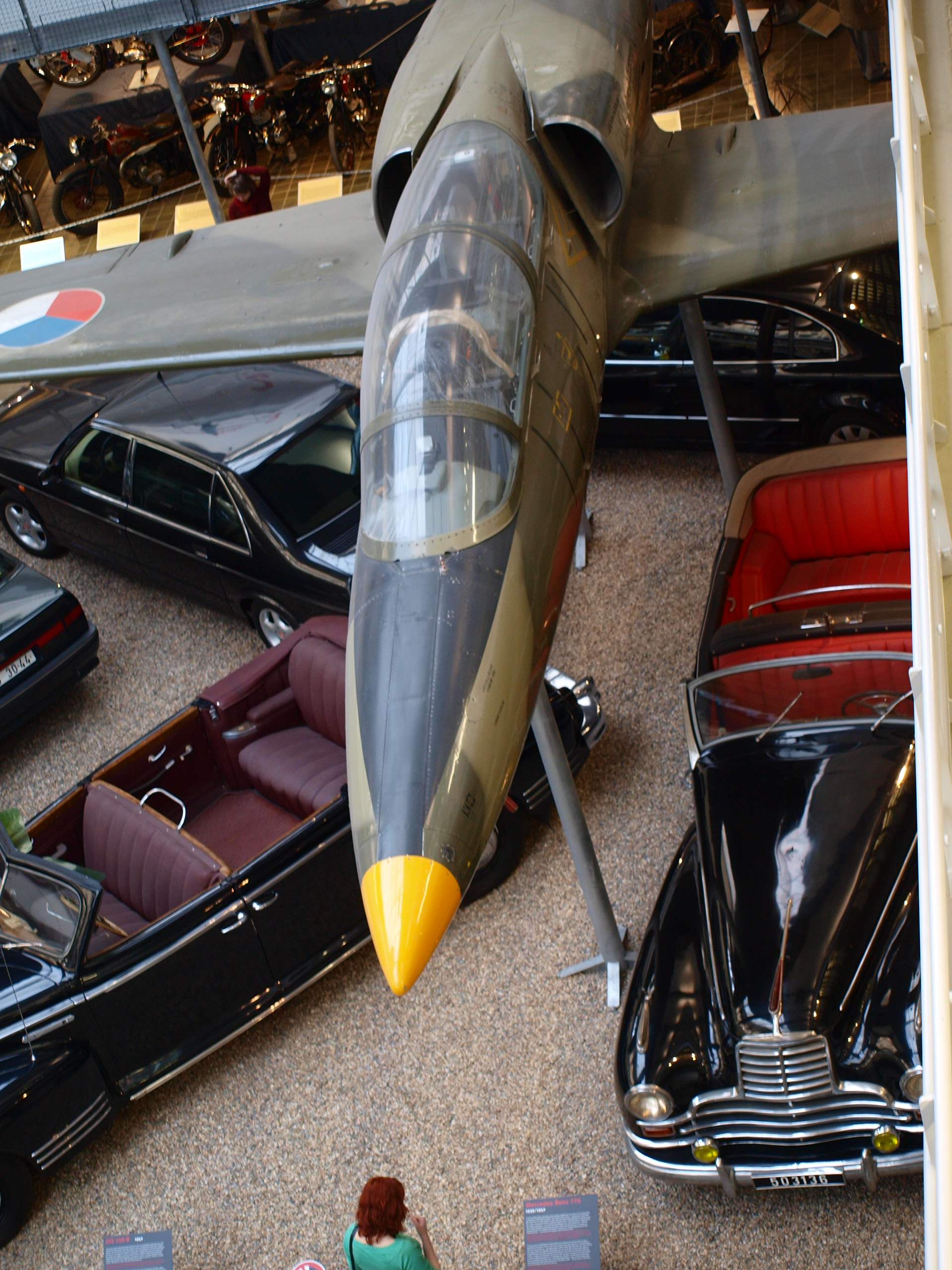
Aero L-39 Albatros (1978)
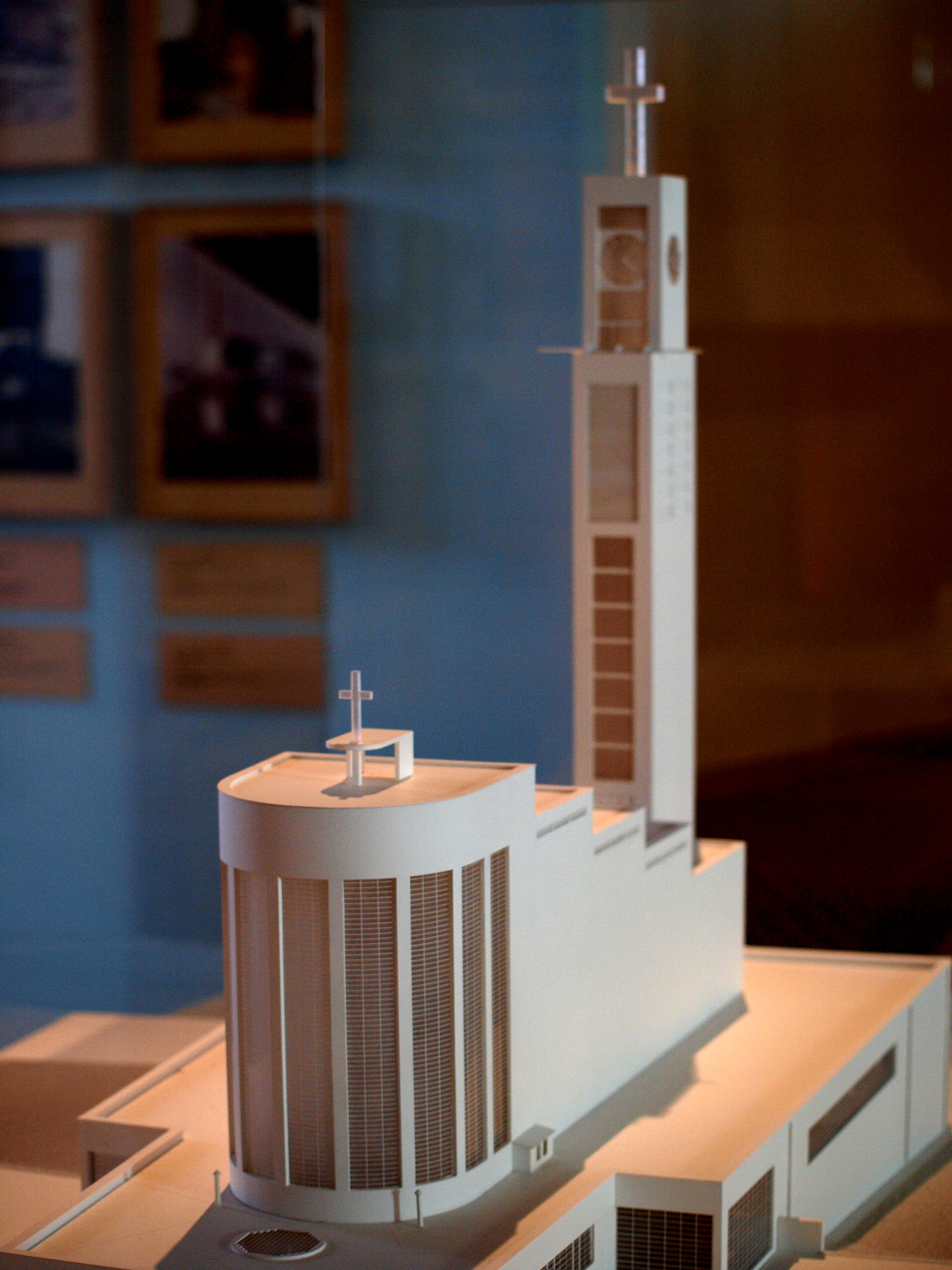
Model Kostel svatého Václava v pražských Vršovicích od Josefa Gočára
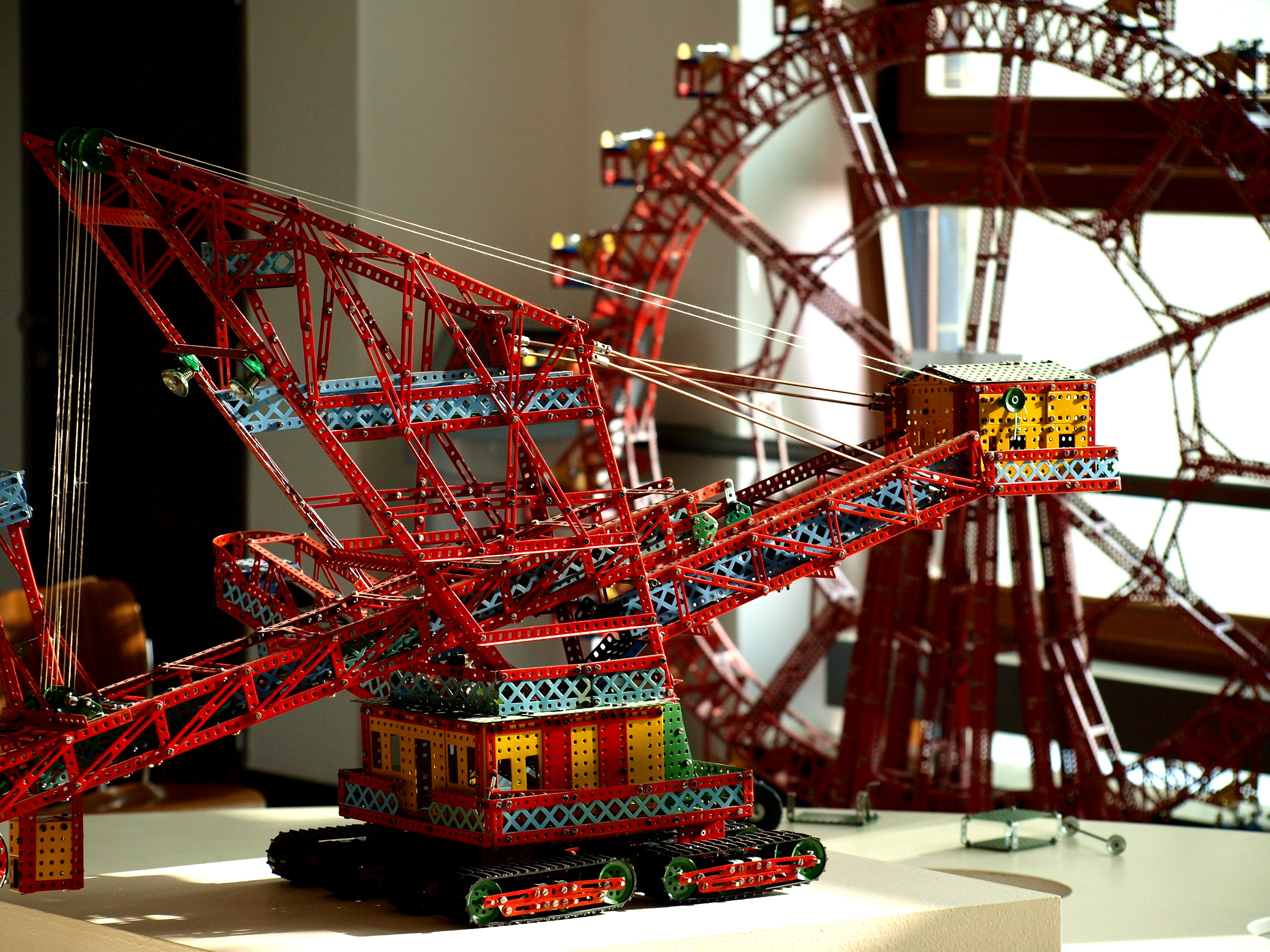
Model kolového rypadla ze stavebnice Merkur
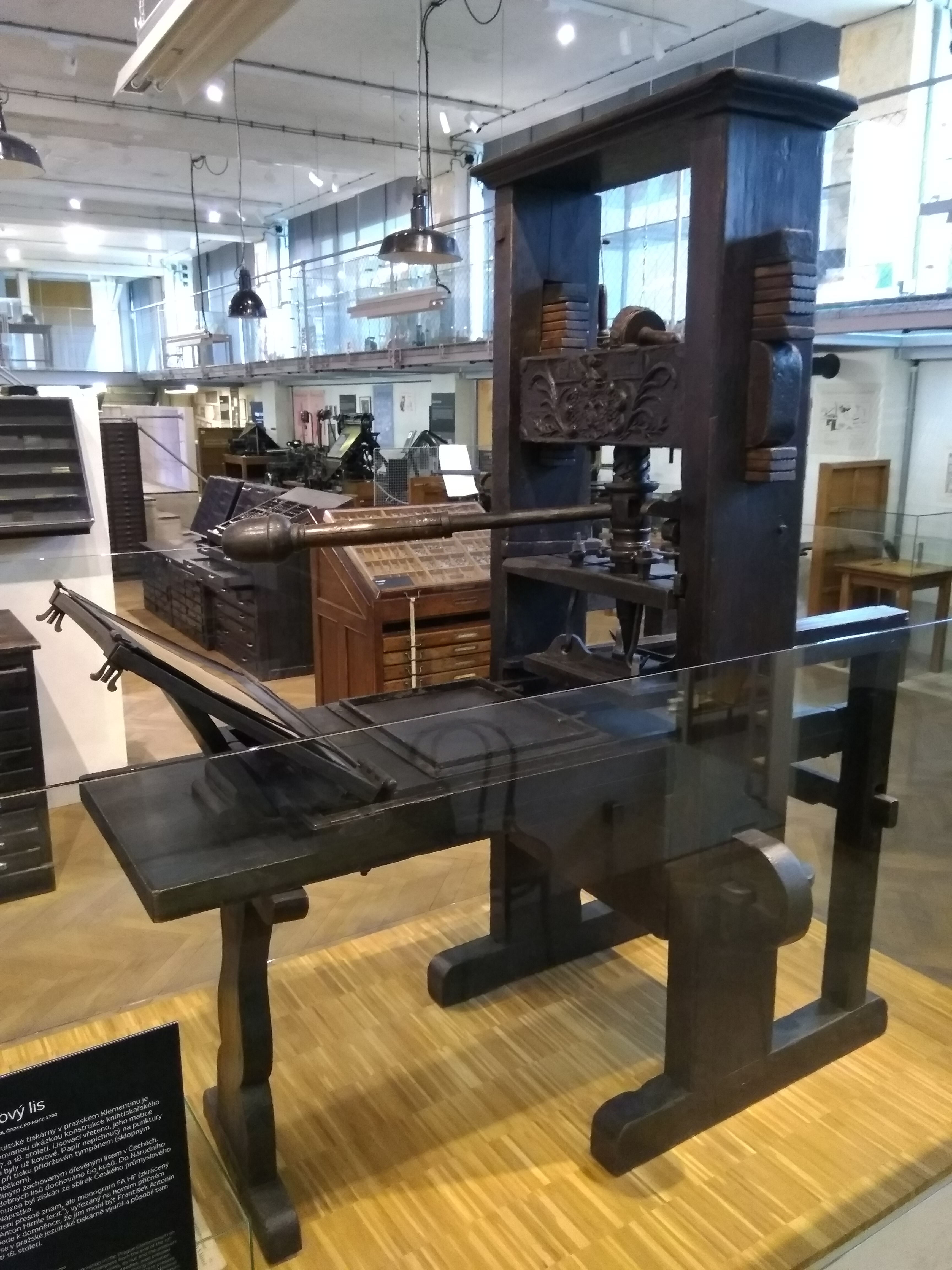
Dřevěný lis z jezuitské tiskárny v pražském Klementinu

### Prostory

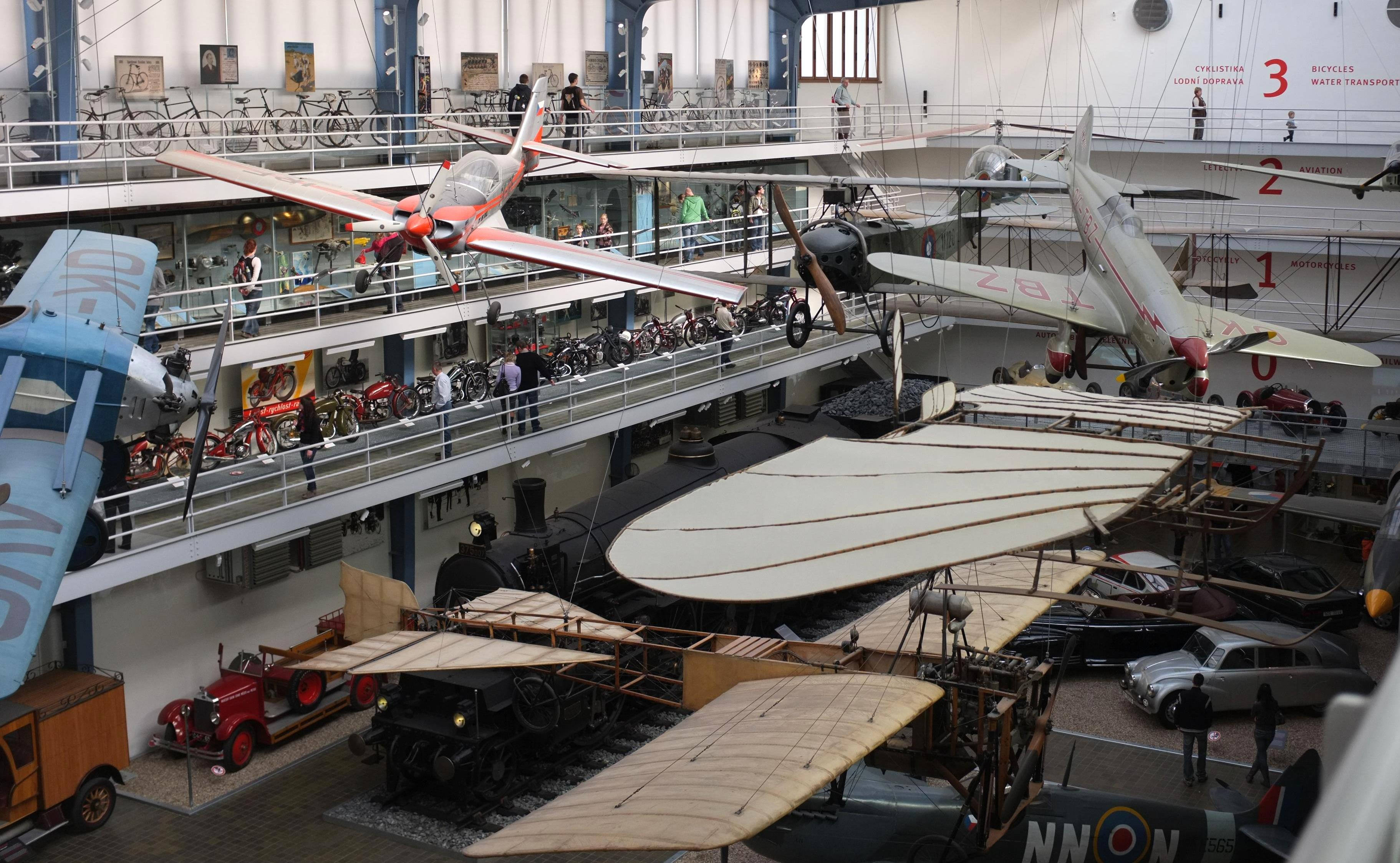
Dopravní hala
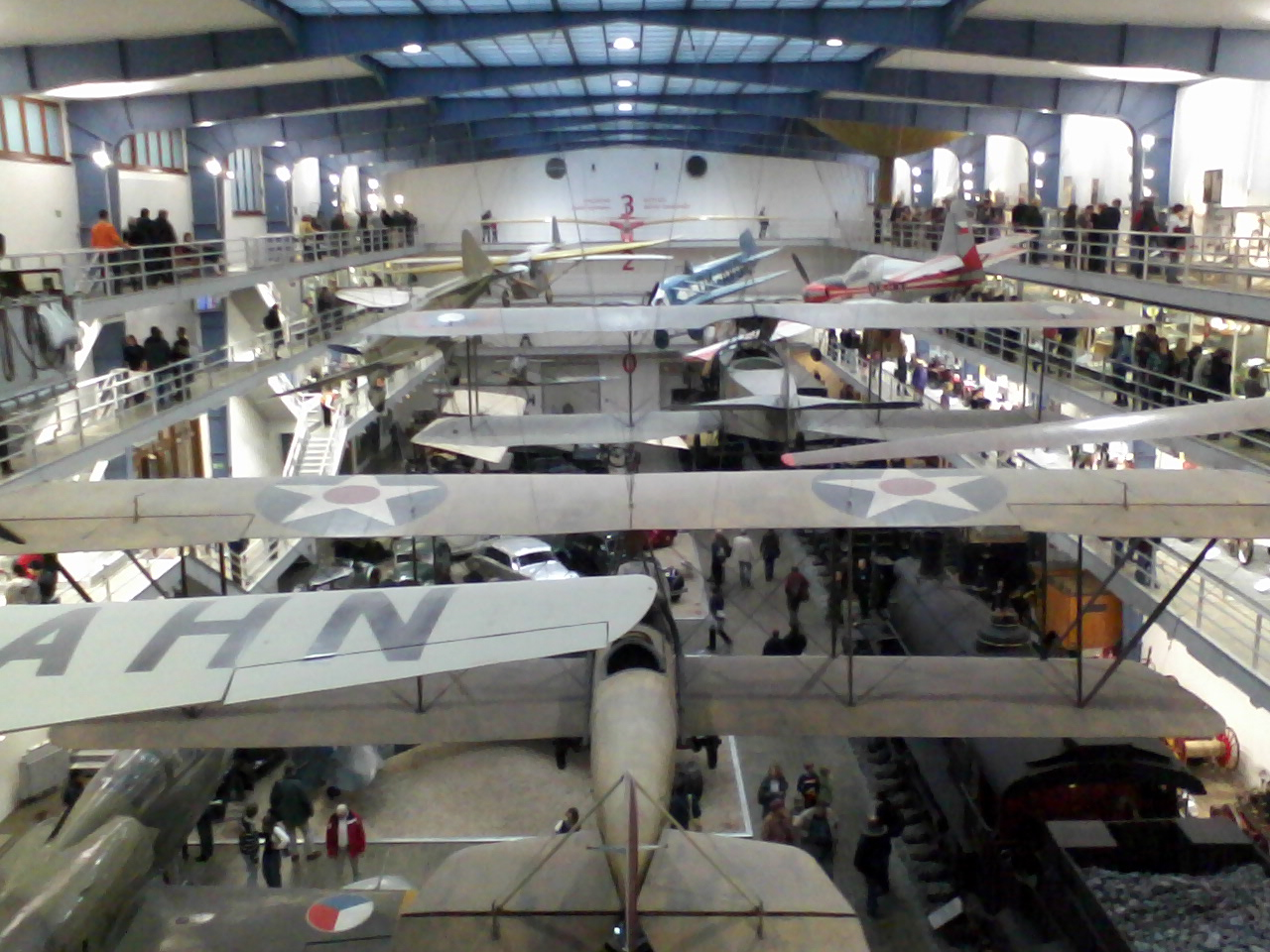
Dopravní hala
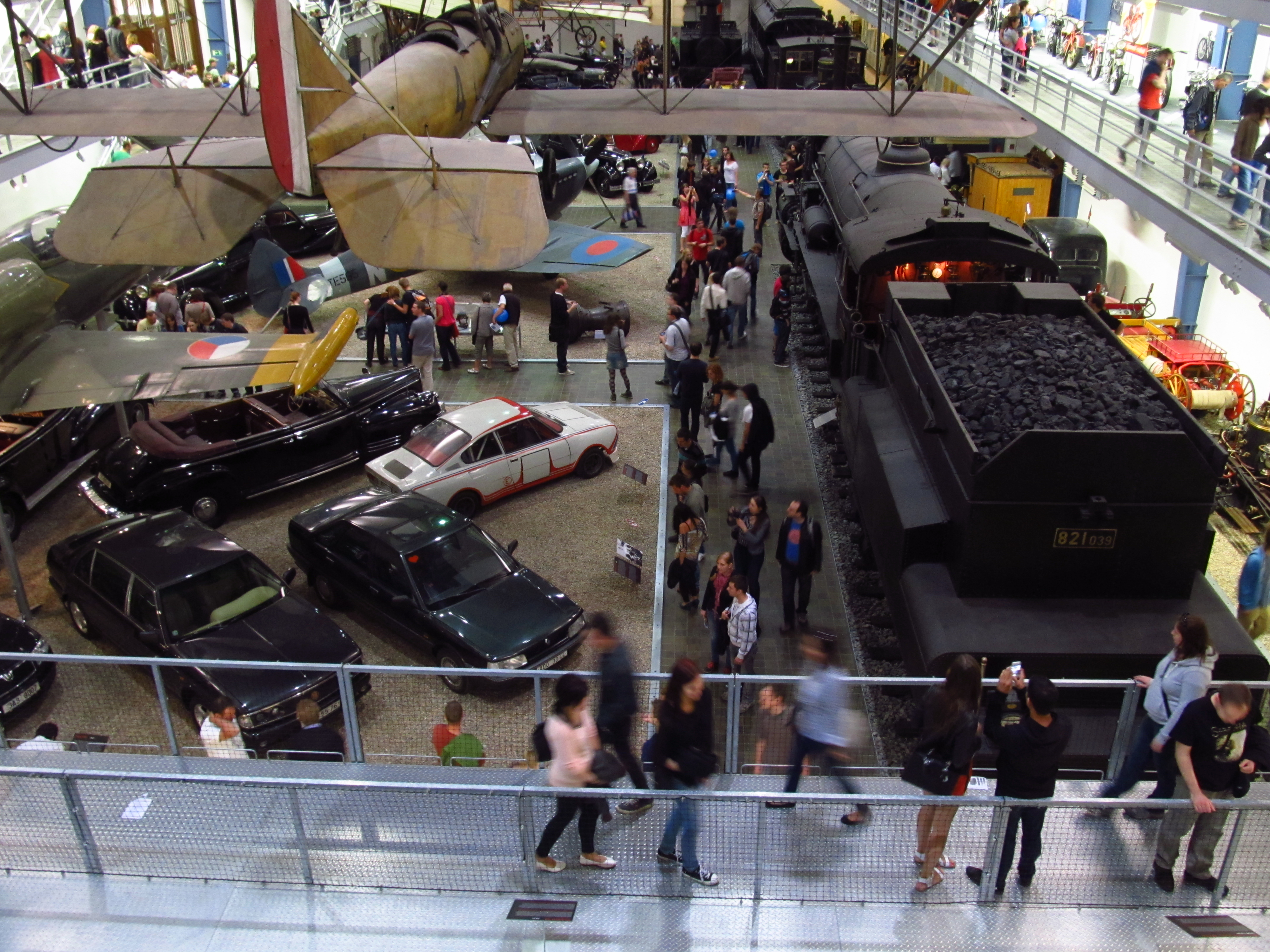
Dopravní hala
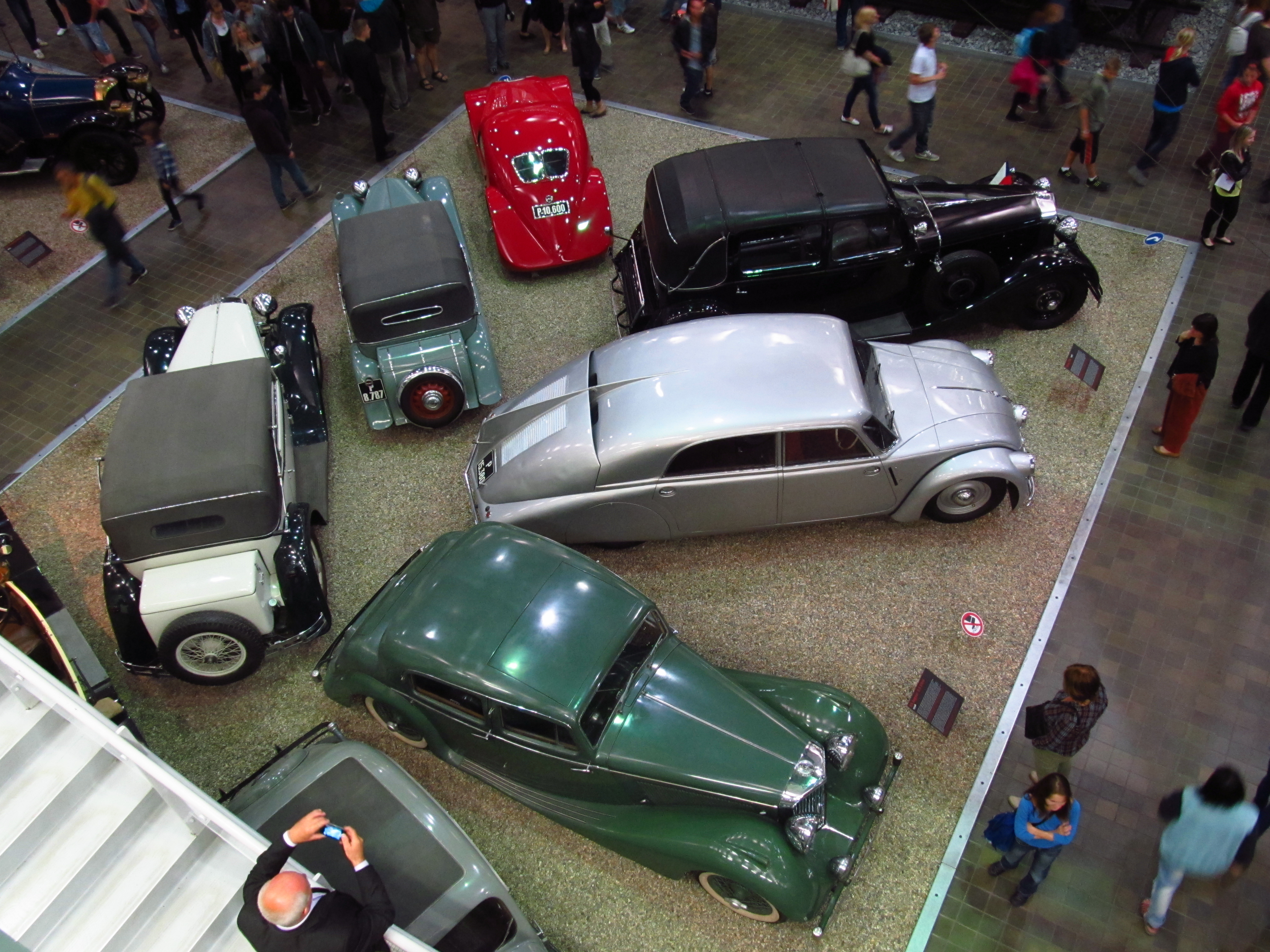
Dopravní hala
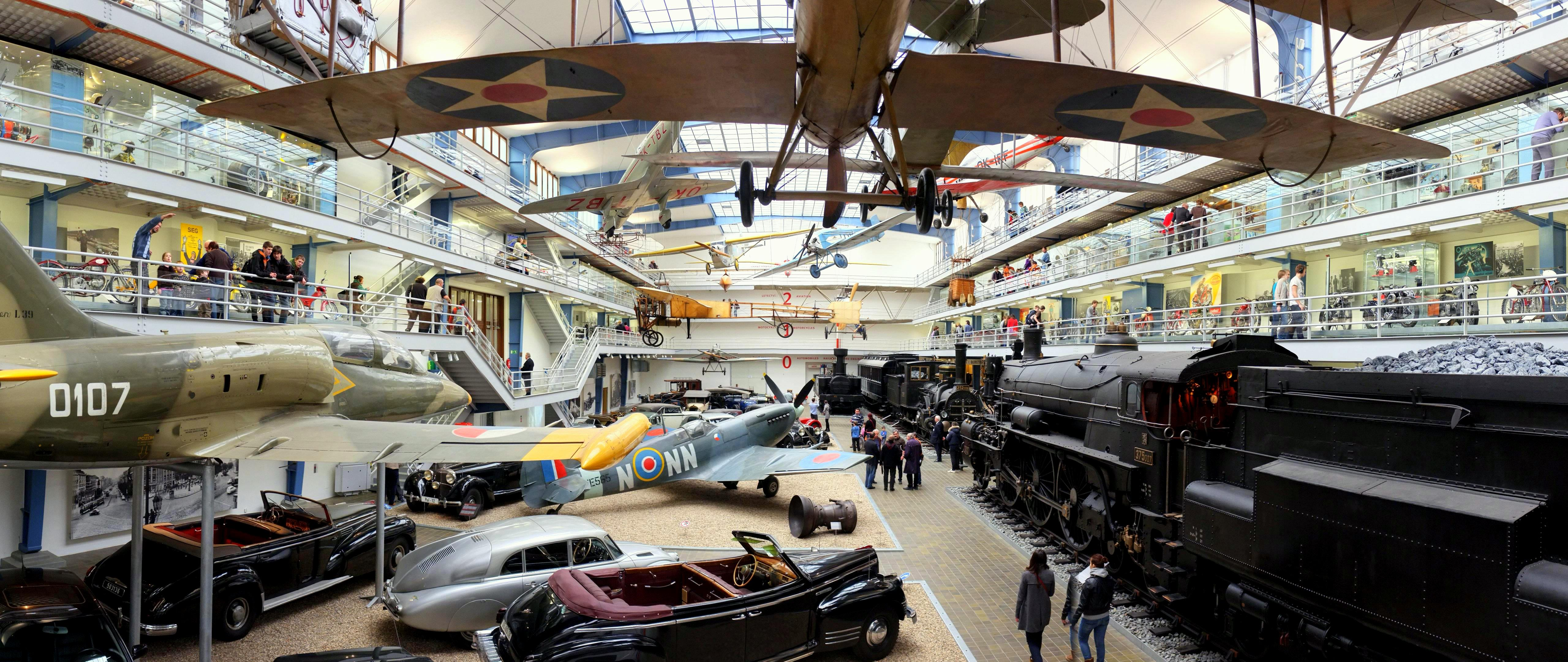
Dopravní hala